# Clemens August Graf von Galen

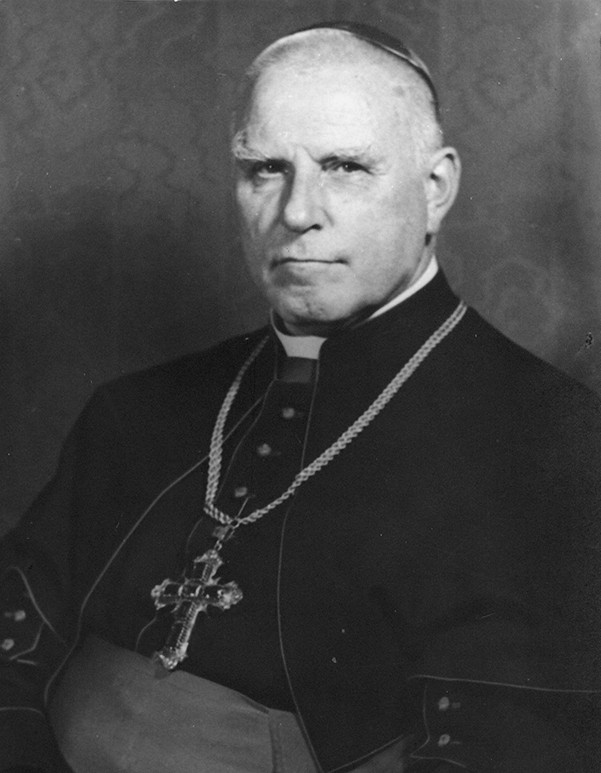
Clemens August Kardinal Graf von Galen

Clemens Augustinus Joseph Emmanuel Pius Antonius Hubertus Marie Kardinal Graf von Galen (* 16. März 1878 in Dinklage, Oldenburger Münsterland; † 22. März 1946 in Münster, Westfalen) war ein deutscher Bischof und Kardinal. Er war von 1933 bis 1946 Bischof von Münster. Bekannt wurde er vor allem durch sein öffentliches Auftreten gegen die „Vernichtung lebensunwerten Lebens“ in der Zeit des Nationalsozialismus. 1946 wurde er zum Kardinal erhoben und 2005 seliggesprochen.

## Leben

### Familie

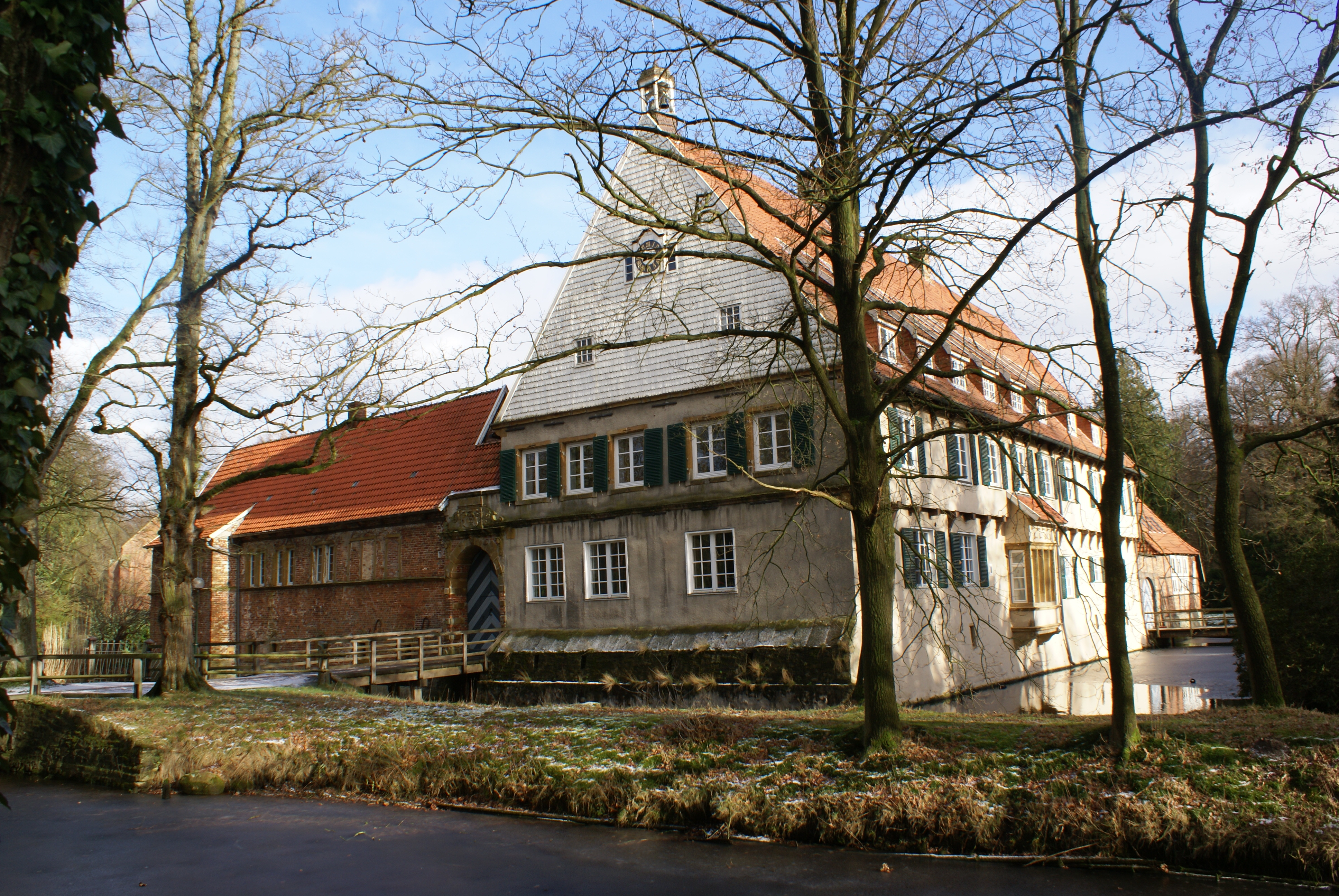
Burg Dinklage

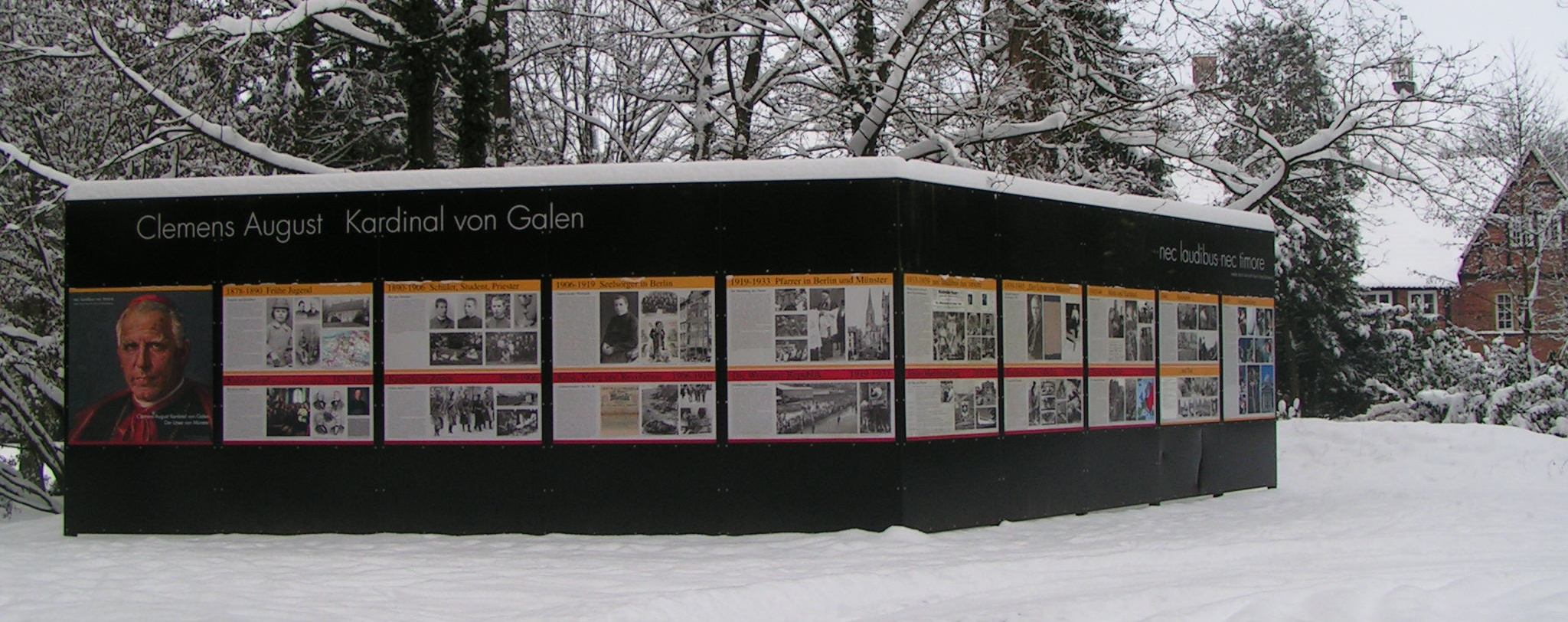
Gedenkwand bei der Burg Dinklage

Clemens August wurde als elftes von 13 Kindern des Reichstagsabgeordneten (Zentrum) Ferdinand Heribert Graf von Galen und dessen Ehefrau Elisabeth geb. Gräfin von Spee in Dinklage geboren. Er entstammte dem alten westfälischen Adelsgeschlecht von Galen. Christoph Bernhard von Galen (* 1606, † 1678), Fürstbischof von Münster, war sein Ur-Ur-Ur-Ur-Großonkel, der Sozialbischof Wilhelm Emmanuel von Ketteler (* 1811, † 1877) sein Großonkel. Die Erziehung im Elternhaus wird allgemein als streng, auf Glauben, Ordnung, Pünktlichkeit und Fleiß ausgerichtet, beschrieben. Dabei wird insbesondere die asketische Grundhaltung der Mutter betont, die ihrem Sohn 1891 zum Namenstag schrieb: „Das Leben ist so kurz, und eine so herrliche Ewigkeit sollen wir uns damit erkaufen; da darf kein Tag verloren werden, um uns dieses Zieles zu versichern und für Gott etwas zu leisten, sei es in welcher Stellung es sei.“

### Schule
Die schulische Ausbildung erhielt er zunächst gemeinsam mit seinem Bruder Franz durch einen Hauslehrer auf dem elterlichen Stammsitz Burg Dinklage und seit 1890 auf dem von Jesuiten geführten Internat Stella Matutina in Feldkirch (Österreich), wohin ihm Franz und sein Cousin Emanuel von Galen folgten. Über seine Eingewöhnungsschwierigkeiten berichtet ein Brief des Generalpräfekten an die Mutter: „Die Hauptschwierigkeit … liegt in der vollständigen Unfehlbarkeit von Clemens. Um keinen Preis ist er dazu zu bringen zuzugestehen, daß er im Unrecht ist, es sind immer seine Professoren und Präfekten …“ Da in Preußen die Abschlussprüfung am Kolleg aufgrund des Jesuitengesetzes nicht anerkannt wurde, besuchte von Galen ab 1894 das Gymnasium Antonianum in Vechta, wo er 1896 mit dem Abitur abschloss. Die Abiturzeitung seines Jahrgangs vermerkt über ihn: „Ein Mann ohn’ Suff und Liebe / liebt nicht der Welt Getriebe“.

### Studium
Von Galen begann im Mai 1897 mit dem Studium der Fächer Philosophie, Geschichte und Literatur an der Universität Freiburg in der Schweiz. 1898 reifte während einer dreimonatigen Italien- und Romreise, bei der er eine Privataudienz bei Papst Leo XIII. erhielt, sein Entschluss, Priester zu werden, und er trat 1899 in das Jesuiten-Konvikt Canisianum in Innsbruck ein. An der dortigen Universität setzte er sein Studium der Philosophie fort und begann mit dem Studium der Theologie. Ostern 1903 wechselte er in das Priesterseminar Münster und an die Universität Münster. Dort empfing er am 28. Mai 1904 durch Bischof Hermann Jakob Dingelstad die Priesterweihe.

### Kaplan und Pfarrer

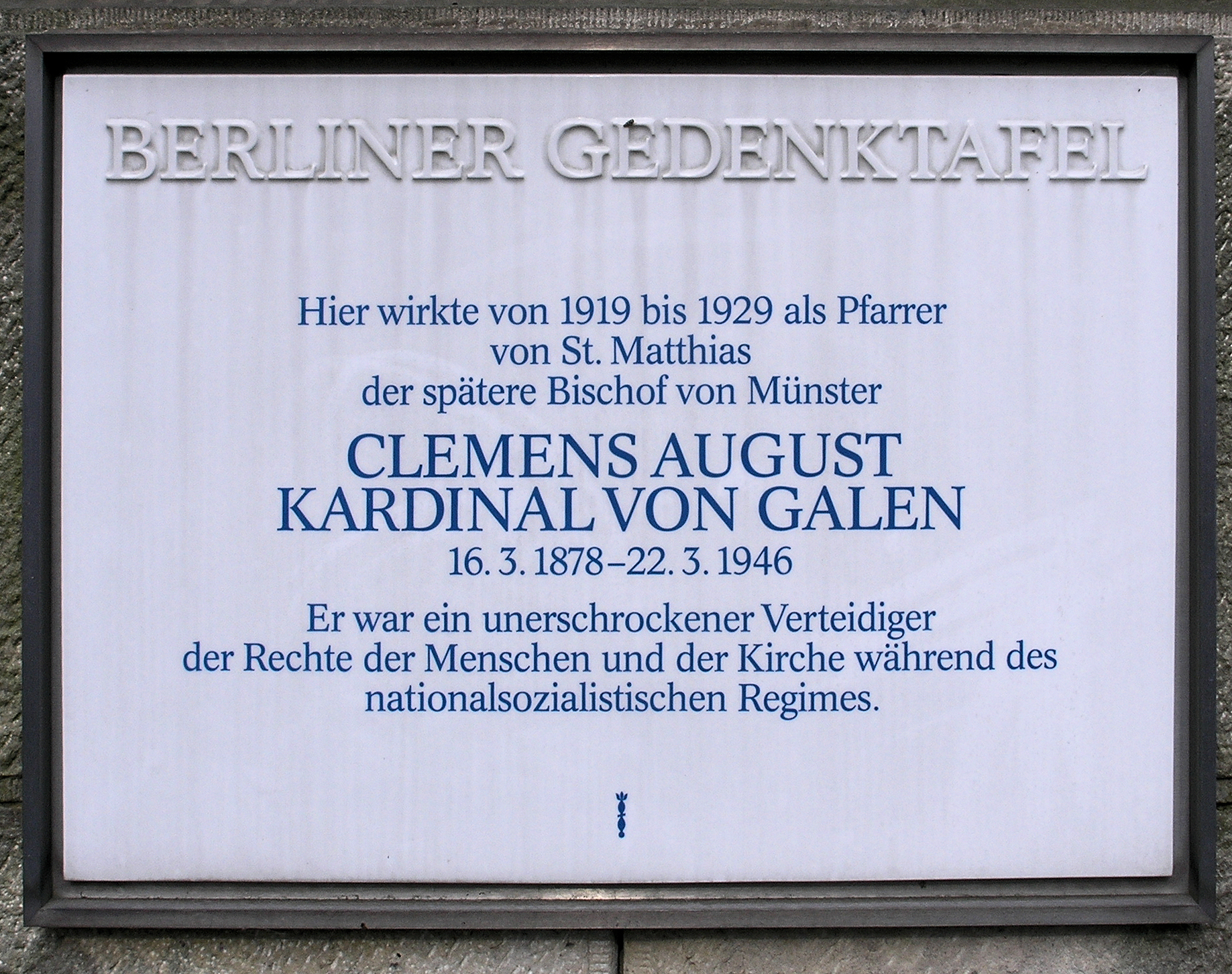
Berliner Gedenktafel an der St.-Matthias-Kirche, Winterfeldtplatz, in Berlin-Schöneberg

Er war zunächst ab dem 16. Juni 1904 als Domvikar und als Kaplan seines Onkels Maximilian Gereon Graf von Galen, des Weihbischofs von Münster, tätig. Ab dem 23. April 1906 wirkte er als Kaplan in der Kirche St. Matthias am Winterfeldtplatz und Präses des Gesellenvereins in Berlin. Am 24. März 1911 übernahm er das Amt des Seelsorgers (Kurat) in der neu errichteten Kirche und Gemeinde Sankt Clemens Maria Hofbauer, benannt nach dem Redemptoristen und Großstadtmissionar Klemens Maria Hofbauer, am Anhalter Bahnhof. Aus seinem Erbvermögen unterstützte er den Bau eines Handwerkergesellenhauses in der Nachbarschaft und die Stelle eines zweiten Kaplans. Bei Beginn des Ersten Weltkriegs warb er dort für den freiwilligen Kriegsdienst. Seinem Antrag auf Verwendung in der Militärseelsorge wurde nicht entsprochen. Die Niederlage Deutschlands begriff er im Sinne der Dolchstoßlegende als revolutionären Verrat am unbesiegten Heer. Die Ablehnung des preußischen Staates bei weiten Teilen der Bevölkerung führte er auf dessen Idee vom Staatsgott zurück, der niemandem verpflichtet ist. Ab dem 21. Dezember 1919 war er Pfarrer der Pfarrei St. Matthias.
Dort lernte er Nuntius Eugenio Pacelli, den späteren Papst Pius XII., kennen, mit dem er sich oft traf, da sich beide gut verstanden. Pacelli brachte es dabei fertig, sich auf Kosten seines Freundes zu amüsieren: „Nach einer herzlichen Begrüßung sagte Graf v. Galen: ‚Aber Exzellenz, lassen Sie doch Ihre Arbeit zu Hause und genießen Sie diesen sonnigen Frühlingstag.‘ Die Antwort: ‚Das kann ich mir nicht leisten. Da muss ich erst einmal Pfarrer von St. Matthias werden und so viel Demut haben wie dieser, auch einmal in einer Predigt stecken zu bleiben.‘ Das war vorgekommen.“

### Zeit der Weimarer Republik
Er nahm 1923 am Treffen der westfälischen Aristokratie im Verein des katholischen Adels Rheinland und Westfalen teil, welches sein Bruder Franz von Galen leitete. Weitere Teilnehmer waren unter anderem Martin Spahn und Franz von Papen. Das Protokoll fasste die Ansichten der Teilnehmer zur Judenfrage zusammen. Danach wurden die Anschuldigungen der Protokolle der Weisen von Zion aufgrund ihrer „inneren Wahrheit“ als plausibel erachtet, die Assimilation von Judentum und Deutschtum wurde als unmöglich erachtet und der Kampf gegen das Judentum widersprach nicht den katholischen Prinzipien, denn „Seit Christi Tod sind die Juden das verworfene Volk, die Geißel Gottes, die Hauptvertreter des Materialismus, der Zersetzung, des Antichristentums.“
Bei der Reichspräsidentenwahl 1925 unterstützte er nicht den Kandidaten der katholischen Zentrumspartei, Wilhelm Marx, sondern den Kandidaten der nationalen Rechten, Paul von Hindenburg. In seiner Schrift Vexilla regis prodeunt!, die er in Absprache mit dem Kölner Domkapitular Friedrich von Spee 1926 für den Verein katholischer Edelleute Deutschlands verfasst hatte, verurteilte er die moderne Mode, welche die „unter heidnischer Leitung stehende öffentliche Meinung vorschreibt“, ebenso wie die „modernen“ Tänze.
Alois Klöcker gegenüber offenbarte Clemens August von Galen im Dezember 1927 in einem im Privatarchiv seines Bruders Franz erhaltenen, nicht zu dessen Lebzeiten veröffentlichten Brief seine generelle politische Haltung als Seelsorger: „Ich bin nicht Politiker, sondern einfacher Zentrumswähler [sic!], aber Pfarrer und als solcher immerhin interessiert an einer Ordnung der politischen Angelegenheiten nach den Grundsätzen der Vernunft, des Naturrechts und dem göttlichen Sittengesetz.“
Mit dieser Haltung und umfangreichen Erfahrungen mit einer säkularisierten Gesellschaft in der Berliner Diaspora kehrte er 1929 nach Münster zurück. Ab dem 24. April war er Pfarrer der Stadtgemeinde St. Lamberti am Prinzipalmarkt in Münster. Zu seinem Amtsnachfolger als Pfarrer von St. Matthias wurde Albert Coppenrath berufen, den er nach dessen Ausweisung aus Berlin im Jahr 1941 in Münster unterstützte.
Ein wichtiger Kontakt in die Politik war sein Bruder Franz von Galen, der am 24. April 1932 für die Zentrumspartei in den Preußischen Landtag gewählt worden war. Anonym veröffentlichte er als Pfarrer am 21. September im „Münsterischen Anzeiger“ einen Kommentar, in dem er die Zentrumsführung angriff, weil sie die Auflösung des Reichstages am 12. September ermöglicht und damit den Sturz Franz von Papens unterstützt hatte.

### Bischofswahl 1933

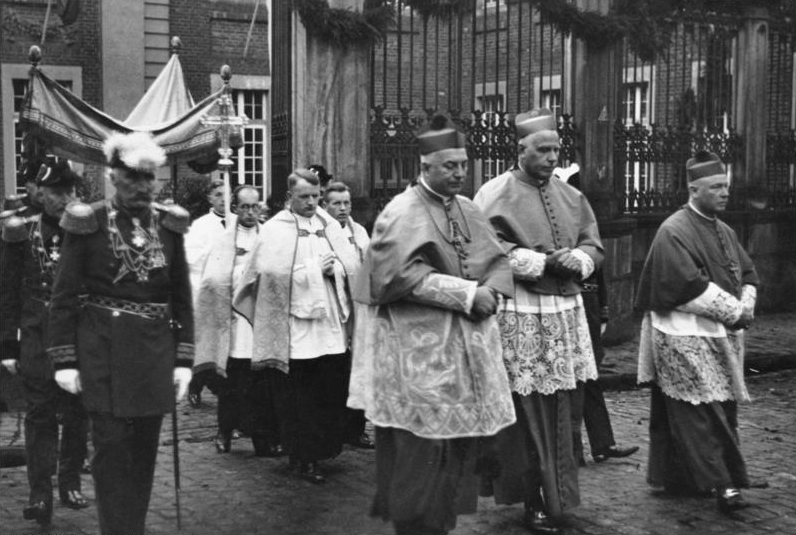
Bischofsweihe von Galens (28. Oktober 1933)

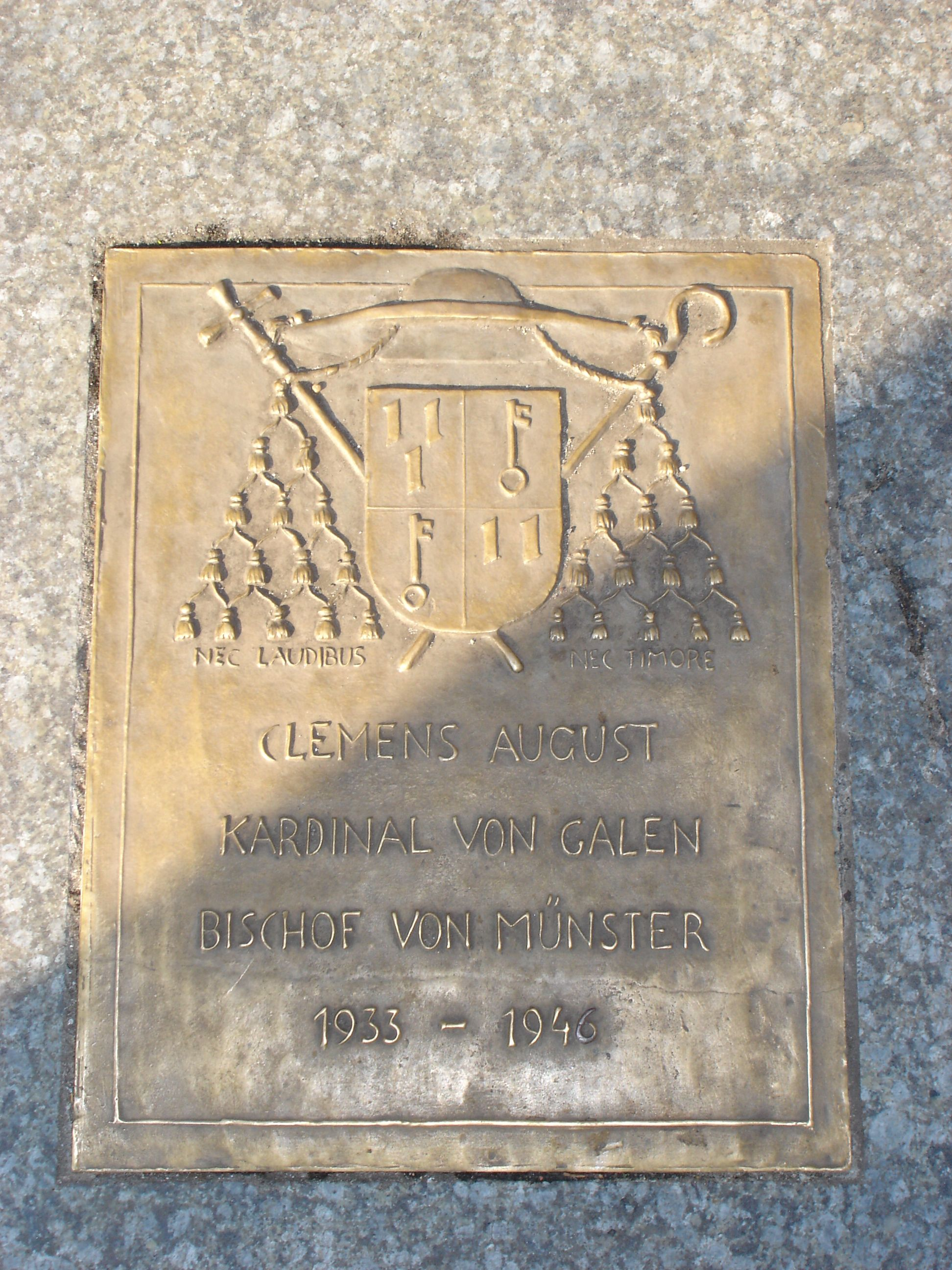
Bodenplatte vor dem Denkmal von Galens auf dem Domplatz in Münster

1933 wurde er zum Bischof von Münster geweiht, nachdem andere Kandidaten des Domkapitels verzichtet hatten. War bis dahin nur der Amtsverzicht des gewählten Wilhelm Heinrich Heufers bekannt, wurden 2003 durch die Öffnung der vatikanischen Archive für die Zeit bis 1939 weitere Einzelheiten zum Ablauf der Bischofswahl bekannt: Von Galen stand zwar auf der Vorschlagsliste, die das Domkapitel eingereicht hatte, jedoch nicht auf der Dreierliste, die der Heilige Stuhl dem Kapitel gemäß Artikel 6 des Preußenkonkordats zur Wahl vorlegte. Als ausschlaggebend wird hierfür die Einschätzung von Galens durch den Nuntius Cesare Orsenigo angesehen, der an Kardinalstaatssekretär Eugenio Pacelli von herrischer (arroganter) Auftretensweise, Starrsinn und – mit Blick auf die Schrift Die Pest des Laizismus – von zu schulmeisterlichem Ton für einen einfachen Pfarrer schrieb. Erst als der zunächst gewählte, aus dem Bistum Münster stammende Berliner Domkapitular Heufers die Wahl aus Gesundheitsgründen abgelehnt hatte und sodann von den verbliebenen zwei Kandidaten der gewählte Dompropst und Professor Adolf Donders darum gebeten hatte, das Amt nicht antreten zu müssen, erweiterte der Papst – damit dem Kapitel überhaupt eine Wahl blieb – die auf einen Kandidaten (den Trierer Weihbischof Antonius Mönch) geschrumpfte Liste um von Galen, den das Kapitel am 18. Juli 1933 einstimmig wählte. Am 28. Oktober 1933 spendete ihm der Kölner Erzbischof Karl Joseph Kardinal Schulte die Bischofsweihe und führte ihn ins Amt ein. Mitkonsekratoren waren der Osnabrücker Bischof Hermann Wilhelm Berning und der Trierer Bischof Franz Rudolf Bornewasser. Als Wappenspruch wählte er ein Versprechen des Weihekandidaten aus der Liturgie der Bischofsweihe: „Nec laudibus, nec timore“ (lat. „Nicht Menschenlob, nicht Menschenfurcht soll uns bewegen“ (Übersetzung von Galens in seinem ersten Hirtenbrief)).

Galen war der erste deutsche Bischof, der nach Inkrafttreten des sogenannten Reichskonkordats sein Amt antrat. Wie im Konkordat festgelegt, leistete er daher als erster deutscher Bischof einen Treueeid auf den Staat. Die Eidesformel lautete: 

„Vor Gott und auf die heiligen Evangelien schwöre und verspreche ich, so wie es einem Bischof geziemt, dem Deutschen Reich und dem Lande Preußen Treue. Ich schwöre und verspreche, die verfassungsmäßig gebildete Regierung zu achten und von meinem Klerus achten zu lassen.“

Diese Eidesformel gilt (mit kleinen Änderungen wie Bundesrepublik Deutschland statt Deutsches Reich und Nordrhein-Westfalen statt Preußen) noch heute.

### Zeit des Nationalsozialismus

#### Auseinandersetzung um NS-Ideologie und Bekenntnisschule
Noch vor seiner Amtseinführung protestierte er erfolgreich unter Bezugnahme auf Art. 21 des Preußenkonkordats, wonach der Unterrichtsstoff für den Religionsunterricht im Einvernehmen mit den kirchlichen Stellen festzulegen war, gegen die Anweisung des Münsteraner Stadtschulrats, nach Allerseelen im Religionsunterricht „die demoralisierende Macht des Volkes Israel bei den Gastvölkern“ aufzuzeigen. In seinem ersten Osterhirtenbrief griff er 1934 zentrale Aussagen der NS-Ideologie an. Er bezeichnete es dort als Neuheidentum, wenn behauptet werde, die Sittlichkeit gelte nur insoweit, als sie der Rasse nütze, wenn die Offenbarung des Alten Testaments abgelehnt und eine Nationalkirche angestrebt werde, die auf den Lehren von Blut und Rasse beruhe. In seiner Diözese ließ er Ende 1934 die gegen die in dem Werk Der Mythus des 20. Jahrhunderts niedergelegte Rassenideologie Alfred Rosenbergs gerichtete anonyme – unter anderem vom Bonner Kirchenhistoriker Wilhelm Neuß stammende – Schrift Studien zum Mythus des 20. Jahrhunderts als amtliche Beilage zum kirchlichen Amtsblatt seiner Diözese veröffentlichen. Er hatte, nachdem der Kölner Erzbischof Karl Joseph Kardinal Schulte seine Zustimmung zur Publikation der Studien als amtliche Veröffentlichung zwei Tage vor Drucklegung zurückgezogen hatte, kurz entschlossen ein seinen Namen nennendes Geleitwort zu der Schrift verfasst. In seinem Hirtenbrief zu Ostern 1935 setzt er sich in gegenüber dem Vorjahr deutlich verschärftem Ton mit den Thesen Rosenbergs auseinander. Er nennt dort „Götzendienst, … Abgötterei, … Rückfall in die Nacht des Heidentums“, wenn die Nation als Ursprung und Endziel angesehen werde; 1936 hob von Galen in einer Predigt in Xanten die Aktualität des Martyriums hervor, als er aussprach, es gebe „in deutschen Landen frische Gräber, in denen die Asche solcher ruht, die das katholische Volk für Märtyrer des Glaubens hält …“ Auf dem Gauparteitag der NSDAP (6./7. Juli 1935) in Münster trat Rosenberg auf. Die traditionelle Große Prozession am 8. Juli ließ von Galen mit fast 20.000 Gläubigen zu einer Protestkundgebung gegen das Neuheidentum werden. Auf dem Domplatz zeigten die Gläubigen ihre Treue zum Bischof.

#### EnzyklikaMit brennender Sorge

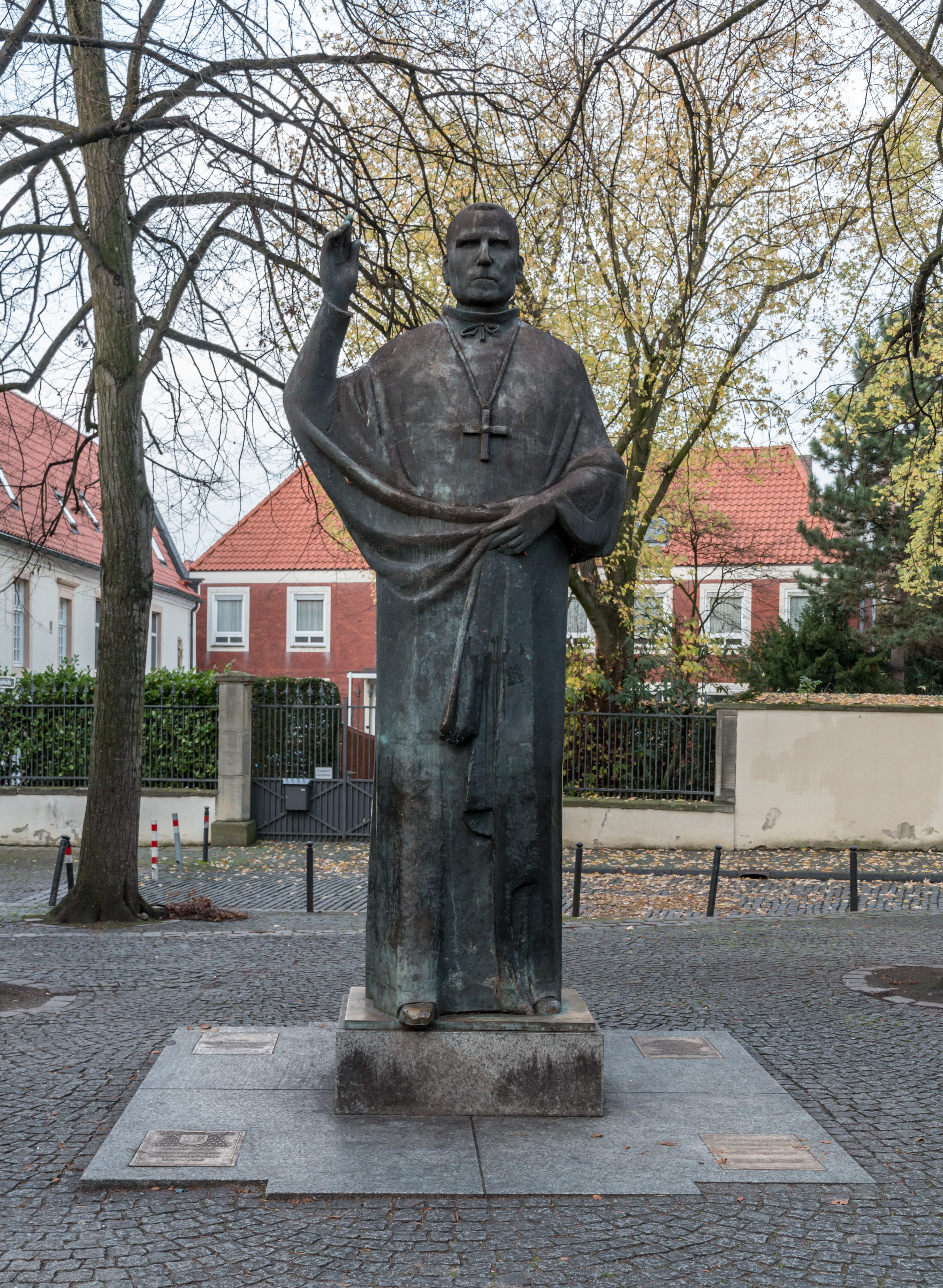
Denkmal Clemens August Graf von Galens auf dem Domplatz in Münster

Das päpstliche Rundschreiben behandelte die bedrängte Lage der römisch-katholischen Kirche im Deutschen Reich und verurteilte Politik und Ideologie des Nationalsozialismus. Es wurde im März 1937 veröffentlicht. Weil eine im August 1935 an Hitler übergebene Denkschrift der deutschen Bischöfe, die maßgeblich auf Entwürfen von Galens und Kardinal Michael von Faulhabers beruhte, trotz der Bekanntgabe in einem Hirtenbrief ohne Antwort blieb, sprach von Galen sich in Briefen an Amtsbrüder und in einer für den Vatikan bestimmten Denkschrift immer deutlicher gegen die leise Diplomatie der meisten Bischöfe, insbesondere des Vorsitzenden der Bischofskonferenz Adolf Kardinal Bertram, hinter geschlossenen Türen und für die Einschaltung der Öffentlichkeit gegen die Machthaber aus. Die Enzyklika Mit brennender Sorge von Papst Pius XI., an deren Beratung im Vatikan er vermutlich als Mitglied der 1936 in den Vatikan geladenen Bischofsdelegation (bestehend aus Bertram, Faulhaber, Karl Joseph Kardinal Schulte, Konrad Graf von Preysing und von Galen) teilgenommen hatte, ließ er deshalb durch Sonderdrucke in seiner Diözese verbreiten. Das Erscheinen des Amtsblatts wurde deswegen von den NS-Behörden untersagt, die Druckerei geschlossen und entschädigungslos enteignet.

#### Xantener Viktorstracht 1936
In einer Predigt, die er bei der Xantener Viktorstracht, einer alle 25 Jahre stattfindenden Prozession, am 6. September 1936 hielt, kam von Galen erstmals öffentlich auf die für ihn fundamentale Frage des Verhältnisses von Gehorsam und Gewissen zu sprechen. Am Beispiel Viktor von Xantens legte er seine Auffassung hierzu dar. Er ging von der Bibelstelle im Römerbrief (Röm 13,1 ) aus, die jede staatliche Obrigkeit als von Gott eingesetzt bezeichnet, und entwickelte, dass aber die Obrigkeit nur als Gottes Dienerin Würde und Recht habe. Darin liege ihre Grenze und der Schutz der menschlichen Freiheit gegenüber dem Missbrauch obrigkeitlicher Stellung. Nur im Einklang mit Gottes Willen habe die menschliche Obrigkeit Befehlsgewalt. Ohne die Gerechtigkeit werde nach Augustinus die menschliche Gesellschaft auf die Stufe einer Räuberbande herabgedrückt. Deshalb gelte das Wort aus der Apostelgeschichte (Apg 5,29 ): „Man muß Gott mehr gehorchen als den Menschen.“ Die Predigt gipfelte in den Sätzen: 

„Wieviel Dank ist die Menschheit schuldig diesen Blutzeugen nicht nur des Christenglaubens, sondern auch der Menschenwürde, die sie mit ihrem Blut und Leben verteidigt haben! Denn in dem Augenblick, in welchem die menschliche Obrigkeit in ihren Befehlen den klar erkannten, im eigenen Gewissen bezeugten Willen Gottes widerstreitet, hört sie auf, Gottes Dienerin zu sein, zerstört sie die eigene Würde, verliert sie das Recht zu gebieten, mißbraucht sie ihre Macht zu belohnen und zu bestrafen, und versucht sie freventlich, die von Gott gegebene Freiheit der menschlichen Persönlichkeit, das Ebenbild Gottes im Menschen zu erwürgen!“

#### Außenpolitik und Zweiter Weltkrieg
1936 begrüßte er in einem Telegramm an Werner Freiherr von Fritsch, den damaligen Oberbefehlshaber des Heeres, die Besetzung des seit dem Versailler Vertrag entmilitarisierten Rheinlands. In einer an die Geistlichen und Rektoren seiner Diözese gerichteten Erklärung zu der mit den „Reichstagswahlen“ verbundenen Volksabstimmung über die Kündigung des Locarno-Vertrags und die Besetzung des Rheinlands legte er dar, dass Abstimmung mit „Ja“ bedeute, dem Vaterland die Stimme zu geben, jedoch nicht die Zustimmung zu Dingen, welche das christliche Gewissen zu billigen verbiete.

Zum Zweiten Weltkrieg bemerkte er:

„Der Krieg, der 1919 durch einen erzwungenen Gewaltfrieden äußerlich beendet wurde, ist aufs Neue ausgebrochen und hat unser Volk und Vaterland in seinen Bann gezogen. Wiederum sind unsere Männer und Jungmänner zum großen Teil zu den Waffen gerufen und stehen im blutigen Kampf oder in ernster Entschlossenheit an den Grenzen auf der Wacht, um das Vaterland zu schirmen und unter Einsatz des Lebens einen Frieden der Freiheit und Gerechtigkeit für unser Volk zu erkämpfen.“

 Den Überfall auf die Sowjetunion sah von Galen in einem Hirtenbrief vom 14. September 1941 als Kampf gegen die „Pest des Bolschewismus“ an. Er bezeichnete es als eine „Befreiung von einer ernsten Sorge und eine Erlösung von schwerem Druck“, dass der „Führer und Reichskanzler am 22. Juni 1941 den im Jahr 1939 mit den bolschewistischen Machthabern abgeschlossenen sog. ‚Russenpakt‘ als erloschen erklärte …“ Dabei zitierte er Hitlers Begriff „jüdisch-bolschewistische Machthaberschaft“ wörtlich.
In ihrer Erklärung Deutsche Bischöfe im Weltkrieg von 2020 schrieb die Deutsche Bischofskonferenz (DBK): „Indem die Bischöfe dem Krieg kein eindeutiges ‚Nein‘ entgegenstellten, sondern die meisten von ihnen den Willen zum Durchhalten stärkten, machten sie sich mitschuldig am Krieg.“

#### Drei NS-kritische Predigten (1941)
Der Dominikanerpater Odilo Braun drängte ihn in einem Gespräch Anfang Juni 1941 zum Handeln; zahlreiche Klöster waren beschlagnahmt und die Ordensleute vertrieben worden. Er motivierte von Galen, trotz eines drohenden Redeverbotes oder einer Verhaftung offen zu predigen. Im Juli und August 1941 hielt von Galen drei Predigten, in denen er das Regime und die Gestapo anprangerte. Die Predigten wurden durch illegale Flugblätter sowie Nachdrucke der Alliierten in Deutschland verbreitet. Dabei griff er Institutionen des NS-Staates an, nicht aber den Führer. Aufgrund seiner mutigen Predigten erhielt er im Volksmund den Beinamen „Der Löwe von Münster“ und erlangte überregionale und internationale Bekanntheit.

##### 13. Juli 1941 – St. Lamberti
In dieser Predigt in seiner ehemaligen Pfarrkirche greift er auf, dass am Vortag die Niederlassungen der Jesuiten und der Missionsschwestern von der Unbefleckten Empfängnis von der Gestapo aufgelöst, die Patres und Schwestern aus der Rheinprovinz ausgewiesen und die Ordenshäuser beschlagnahmt wurden. Er stellt fest, der Klostersturm, der schon in anderen Reichsteilen gewütet habe, sei jetzt auch in Münster ausgebrochen. Er kritisiert, dass diese Maßnahmen ohne ordentliches Verfahren gegen die Betroffenen verhängt worden seien und dies nicht das erste Mal sei, nachdem auch zwei Mitglieder des Domkapitels ohne Anklage aus der Diözese verbannt worden seien. Er fasst dies mit den Worten zusammen:

„Der physischen Übermacht der Geheimen Staatspolizei steht jeder deutsche Staatsbürger völlig schutzlos und wehrlos gegenüber. … Keiner von uns ist sicher, und mag er sich bewußt sein, der treueste, gewissenhafteste Staatsbürger zu sein, mag er sich völliger Schuldlosigkeit bewußt sein, daß er nicht eines Tages aus seiner Wohnung geholt, seiner Freiheit beraubt, in den Kellern und Konzentrationslagern der Geheimen Staatspolizei eingesperrt wird.“

Danach setzt er unter Zitat der lateinischen Devise Iustitia est fundamentum regnorum („Gerechtigkeit ist die Grundlage jeder Herrschaft“) auseinander, dass in weitesten Kreisen des deutschen Volkes ein Gefühl der Rechtlosigkeit, ja feiger Ängstlichkeit Platz gegriffen habe. Den denkbaren Vorwurf, er schwäche durch diese Äußerungen die innere Front, weist er zurück und wendet ihn gegen die Machthaber: Da die Gerechtigkeit das einzig tragfeste Fundament aller Staatswesen sei, warnt er davor, in Deutschland würde die Rechtssicherheit zerstört, das Rechtsbewusstsein untergraben und das Vertrauen in die Staatsführung vernichtet. Als „deutscher Mann, als ehrenhafter Staatsbürger, als Vertreter der christlichen Religion, als katholischer Bischof“ rufe er laut: „Wir fordern Gerechtigkeit!“ Er betont jedoch:

„Gleich Christus, gleich den Aposteln, gleich den hl. Märtyrern sind wir gehorsam der Obrigkeit, treu unserem Volke, gewissenhaft im Beruf, in der Arbeit, in der Familie, in der Gemeinde, opferwillig bis zum Einsatz des Lebens, wie St. Viktor und alle hl. Soldaten, wie unsere tapferen Soldaten, die im Weltkrieg zu Tausenden ihr Leben für unser deutsches Vaterland eingesetzt und hingegeben haben.“

Auch zitiert er den Generalgouverneur und Reichsminister Hans Frank:

„Wir wollen jene solide Ausgeglichenheit der inneren Ordnung, die das Strafrecht nicht umkippen läßt in die absolute Autorität staatsanwaltlicher Verfolgungsmacht gegenüber einem von vornherein verurteilten und jeglicher Verteidigungsmittel beraubten Angeklagten … Unsere Aufgabe ist es – ebenso laut und nachdrücklich wie andere, die Autorität in jeder Form vertreten – zum Ausdruck zu bringen, daß wir die Autorität des Rechts als wesentlichen Bestandteil einer dauernden Macht mutig zu vertreten haben.“

Diese Predigt beschließt er mit den Worten „… so wird unser deutsches Volk und Vaterland trotz des Heldentums unserer Soldaten und ihrer ruhmreichen Siege an innerer Fäulnis und Verrottung zu Grunde gehen! Lasset uns beten für alle, die in Not sind, besonders für unsere verbannten Ordensleute, für unsere Stadt Münster, daß Gott weitere Prüfungen von uns fern halte, für unser deutsches Volk und Vaterland und seinen Führer!“

##### 20. Juli 1941 – Überwasserkirche
Diese Predigt beginnt er mit der Feststellung, dass die Angriffe der Kriegsgegner die Stadt nicht mehr erreicht hätten, die Angriffe der Gegner im Inneren des Landes unbekümmert fortgesetzt worden seien. Er weist auf die Beschlagnahme zahlreicher weiterer Klöster und die Vertreibung ihrer Bewohner hin. Er berichtet davon, dass sein bei einem Besuch des Regierungspräsidenten und in einem Telegramm an die Reichskanzlei des Führers vorgebrachter Protest nichts genützt habe.
Bereits jetzt sei eingetreten, was er vor einer Woche vorhergesagt habe: Man stehe vor den Trümmern der inneren Volksgemeinschaft, die in diesen Tagen rücksichtslos zerschlagen worden sei. Er betont:

„Wir werden weiter treu unsere Pflicht tun im Gehorsam gegen Gott, aus Liebe zu unserem deutschen Volk und Vaterland. Unsere Soldaten werden kämpfen und sterben für Deutschland, aber nicht für jene Menschen, die durch ihr grausames Vorgehen gegen unsere Ordensleute, gegen ihre Brüder und Schwestern, unsere Herzen verwunden und dem deutschen Namen vor Gott und den Mitmenschen Schmach antun. Wir kämpfen tapfer weiter gegen den äußeren Feind.“

Da Christen aber keine Revolution machten, gebe es nur ein Kampfmittel: starkes, zähes, hartes Durchhalten. Er benutzt dazu folgendes Bild:

„Wir sind Amboß und nicht Hammer! Aber seht einmal zu in der Schmiede! Fragt den Schmiedemeister und laßt es euch von ihm sagen: Was auf dem Amboß geschmiedet wird, erhält seine Form nicht nur vom Hammer, sondern auch vom Amboß. Der Amboß kann nicht und braucht nicht zurückzuschlagen; er muß nur fest, nur hart sein. Wenn er hinreichend zäh, fest, hart ist, dann hält meistens der Amboß länger als der Hammer.“

Und er betont die Abhängigkeit vieler Menschen:

„Es mag sein, daß, zumal im Kriege, eine starke Überwachung und Lenkung, ja auch die Zusammenfassung und Zwangssteuerung von Produktion und Wirtschaft, von Erzeugung und Verbrauch notwendig ist, und wer wird das nicht aus Liebe zu Volk und Vaterland willig tragen! Aber damit ist auch eine Abhängigkeit jedes einzelnen von vielen Personen und Dienststellen gegeben, die nicht nur die Freiheit des Handelns beschränken, sondern auch die freie Unabhängigkeit der Gesinnung in schwere Gefahr und Versuchung bringen, wenn diese Personen und Dienststellen zugleich eine christentumsfeindliche Weltanschauung vertreten und bei den von ihnen abhängigen Menschen durchzusetzen suchen.“

Er fordert die Gläubigen in diesem Zusammenhang auf, bei allen Schlägen, die auf sie niedersausen, stark, fest und unerschütterlich zu bleiben, aber auch stets bereit zu sein, in äußerstem Opfermut nach dem Wort aus der Apostelgeschichte (Apg 5,29 ) zu handeln: „Man muß Gott mehr gehorchen als den Menschen!“
Auch diese Predigt beendet er mit dem Aufruf zum Gebet: „Lasset uns beten für unsere verbannten Ordensleute, für alle, die ungerecht leiden müssen, für alle Notleidenden, für unsere Soldaten, für Münster und seine Bewohner, für unser Volk und Vaterland und seinen Führer.“

##### 3. August 1941 – St. Lamberti
14 Tage später berichtet er zu Beginn der Predigt von weiteren Besetzungen, Beschlagnahmen von Klöstern und Vertreibung von „deutschen Volksgenossen“. Er legt dann ausgehend von einer Schriftstelle im Tagesevangelium „Als er näher kam und die Stadt sah, weinte er über sie“ (Lk 19,41 ) dar, dass Jesus über Jerusalem weint, weil der Mensch seinen Willen gegen den Willen Gottes stelle. Hierauf berichtet er, dass jetzt auch in der Provinz Westfalen aus Heil- und Pflegeanstalten Kranke abtransportiert werden und die Angehörigen nach kurzer Zeit die Mitteilung erhielten, der Kranke sei verstorben und die Leiche bereits eingeäschert. Dabei vertritt er den „an Sicherheit grenzende[n] Verdacht, daß man dabei jener Lehre folgt, die behauptet, man dürfe sogenanntes ‚lebensunwertes Leben‘ vernichten“. Dem hält er entgegen, dass jede mit Überlegung ausgeführte vorsätzliche Tötung Mord sei. Da nach dem Strafgesetzbuch schon strafbar sei, wer von einem bevorstehenden Verbrechen wider das Leben wisse und es nicht der Behörde anzeige, habe er bei der Staatsanwaltschaft Münster und dem Polizeipräsidenten Strafanzeige gestellt. Er hält der Ansicht, man dürfe unproduktives Leben töten, vor, sie stelle den Menschen mit einer alten Maschine oder einem lahmen Pferd gleich, und verwirft diese Gleichsetzung mit den Worten:

„Nein, ich will den Vergleich nicht bis zu Ende führen –, so furchtbar seine Berechtigung ist und seine Leuchtkraft! Es handelt sich hier ja nicht um Maschinen, es handelt sich nicht um ein Pferd oder eine Kuh, … Nein, hier handelt es sich um Menschen, unsere Mitmenschen, unsere Brüder und Schwestern! Arme Menschen, kranke Menschen, unproduktive Menschen meinetwegen! Aber haben sie damit das Recht auf das Leben verwirkt? Hast du, habe ich nur so lange das Recht zu leben, solange wir produktiv sind, solange wir von den anderen als produktiv anerkannt werden?“

Und er wird konkret:

„… daß das bei den Geisteskranken erprobte Verfahren auf andere ‚Unproduktive‘ auszudehnen ist, daß es auch bei den unheilbar Lungenkranken, bei den Altersschwachen, bei den Arbeitsinvaliden, bei den schwerkriegsverletzten Soldaten anzuwenden ist. Dann ist keiner von uns seines Lebens mehr sicher.“

Auch verweist er auf den Sohn eines Getöteten: „Dann wird der Soldat, der im Felde steht und sein Leben für die deutschen Volksgenossen einsetzt, den Vater hier auf Erden nicht wiedersehen, weil deutsche Volksgenossen in der Heimat ihn ums Leben gebracht haben!“
Wenn man den Grundsatz aufstelle, dass man den unproduktiven Mitmenschen töten dürfe, dann sei keiner seines Lebens mehr sicher, keiner könne Vertrauen zum Arzt haben, und allgemeines gegenseitiges Misstrauen werde bis in die Familien hinein getragen. Er verweist demgegenüber auf die unveränderte Bedeutung des fünften Gebotes „Du sollst nicht töten“ und entwickelt, dass die Machthaber auch die anderen der Zehn Gebote beiseitegesetzt und zu deren Übertretung aufgefordert hätten. Deshalb müsse Ernst gemacht werden mit dem Wort „Lieber sterben als sündigen“, indem jeder sich dem Einfluss derjenigen entziehe, die so gottwidrig dachten und handelten.

##### Wirkungen
Die Predigten wurden – zumeist durch Abschreiben mit der Schreibmaschine – zunächst innerhalb katholischer Kleingruppen in ganz Deutschland verbreitet, erreichten aber sehr bald über Arbeitsstätten und Luftschutzkeller eine breitere Öffentlichkeit. Insbesondere die vom Bischof sprachlich lediglich im Konjunktiv als mögliche Konsequenz dargestellte Tötung von Kriegsinvaliden wurde als Tatsachenbehauptung aufgenommen und verschärfte die Wirkung der Predigten beträchtlich. Da die Machthaber zu der Einschätzung gelangten, dass ihre Versuche einer Geheimhaltung der Ermordung von Kranken gescheitert waren, weiterer Widerstand der Kirchen zu befürchten stand und die „Euthanasie“ sich als in weiten Teilen der Bevölkerung nicht konsensfähig erwies, wurde die Aktion T4 unterbrochen und erst ein Jahr später in weniger auffälliger Form fortgesetzt.

#### Widerstand
Der spätere erste Präsident des Verfassungsgerichtshofes für das Land Nordrhein-Westfalen, Paulus van Husen, schildert in seinen Memoiren, dass er von Februar 1942 bis Oktober 1943 dreimal Bischof von Galen in Münster besuchte und ihn über die Planungen des Kreisauer Kreises in Kenntnis setzte. Zudem deutete er ihm „auch die Wehrmachtsbestrebungen in der Art an, dass er zwar nicht als Mitwisser von geplanter Gewalt gelten konnte, aber ahnen musste, dass gewisse Dinge im Reifen waren, was er auch vollauf verstanden hat“.
Des Weiteren legen Quellen, die der wissenschaftlichen Öffentlichkeit erstmals durch Dokumente aus dem Seligsprechungsprozess bekannt geworden sind, nahe, dass von Galen Kontakte zum Widerstandskreis um Carl Friedrich Goerdeler unterhielt und Goerdeler im November 1943 in Münster traf. Sein mit ihm eng verbundener Bruder Franz von Galen, ehemaliger preußischer Landtagsabgeordneter und kompromissloser Gegner des Nationalsozialismus, wurde im Rahmen der Aktion Gitter 1944 verhaftet und in das KZ Sachsenhausen verschleppt, ohne dass ihm sein Bruder helfen konnte.
Weiterhin wurden Abschriften seiner Predigten unter der Hand weitergereicht – so auch von Soldaten an den damaligen Zwangsarbeiter Karol Wojtyła. Dem späteren Papst zeigte sich so das „andere Deutschland“, das zum Widerstand gegen den Nationalsozialismus bereit war.

#### Reaktion des Regimes
Bereits sein Fastenhirtenbrief 1934 wurde vom Gauleiter Alfred Meyer als vom Hass gegen den Nationalsozialismus diktiert eingeschätzt. Nach den drei Predigten forderte der Gauleiter in Berlin dringend die Verhaftung des Bischofs. Martin Bormann, Stabsleiter bei Hitlers Stellvertreter Rudolf Heß, erwog, von Galen hängen zu lassen. Joseph Goebbels sprach sich dafür aus, keine katholischen Märtyrer während des Krieges zu schaffen und die Beseitigung von Galens auf die Zeit „nach dem Endsieg“ zu verschieben, da er Unruhen im Münsterland befürchtete.

### Sonstiges
Er wurde am 1. Juli 1936 Ehrenmitglied der katholischen Forstakademischen Verbindung (FAV) Rheno-Guestfalia Hann. Münden (heute in Göttingen, CV). Die Aufnahme in den CV war 1936 nur heimlich möglich, da das NS-Regime dessen Auflösung angeordnet hatte.
Am 3. Mai 1937 verlieh ihm die theologische Fakultät der Universität Innsbruck offiziell „in Würdigung seiner Verdienste in Seelsorge“ die Ehrendoktorwürde in Theologie. Die vom Rektor in der Feierstunde gewählte Formulierung, von Galen habe eine Dissertation über soziale Gerechtigkeit und Liebe nicht mit der Feder, sondern mit dem Herzen und dem Einsatz der ganzen Persönlichkeit geschrieben, würdigte dessen Einsatz gegen die NS-Ideologie und im Kampf um die Bekenntnisschule.
Clemens August Kardinal Graf Galen war Mitglied des Souveränen Malteserordens und ist eingestuft als Ordensheiliger des Malteserordens. Das Eigenfest ist fixiert als Gebotener Gedenktag am 22. März eines Jahres.

### Nachkriegszeit
1945 erklärte von Galen in seinem ersten Interview gegenüber der anglo-amerikanischen Presse, dass – obwohl er und andere gebildete Deutsche Antinazis sein könnten – sie trotzdem „treu gesinnt sein müssten gegenüber dem Vaterland“ und sie daher die „Alliierten als Feinde betrachten müssten“. Im Juni 1945 entwarf er mit 12 Grundforderungen zum Wiederaufbau und zur Neuordnung unserer Heimat und des deutschen Vaterlands ein seinen naturrechtlichen Vorstellungen entsprechendes Parteiprogramm. In Fortführung seines Ansatzes aus Die Pest des Laizismus sieht er den Grund für den Untergang in der Auflehnung gegen die gottgewollte Wertordnung durch Verabsolutierung säkularer Prinzipien. Von Galen kritisierte in den nächsten Monaten verschiedene Maßnahmen der Besatzungsmächte, insbesondere die Internierung von Angehörigen des öffentlichen Dienstes und der NSDAP in Lagern sowie die Vertreibung der deutschen Bevölkerung aus den Ostgebieten. Die These von einer deutschen Kollektivschuld wies er bereits am 1. Juli 1945 in einer in Telgte gehaltenen Predigt öffentlich zurück.
Im Juni 1945 dankte von Galen ausdrücklich „unseren christlichen Soldaten, jenen, die in gutem Glauben, das Rechte zu tun, ihr Leben eingesetzt haben für Volk und Vaterland und auch im Kriegsgetümmel Herz und Hand rein bewahrt haben von Hass, Plünderungen und ungerechter Gewalttat“.
In der Zeit vor den ersten demokratischen Wahlen auf kommunaler und Landesebene in den westlichen Besatzungszonen Deutschlands trug nach Aussagen von Frank Bösch auch der Einfluss Clemens August von Galens innerhalb des katholischen Kommunikationsnetzes maßgeblich dazu bei, dass die katholischen Bischöfe den katholischen Wahlberechtigten die Wahl der neu gegründeten, überkonfessionellen CDU anstelle der mit ihr konkurrierenden Zentrumspartei empfahlen.

### Erhebung zum Kardinal

Wappen Clemens August Graf von Galens als Kardinal

Bei seiner Reise nach Rom – zusammen mit Erzbischof Josef Frings – zur Kardinalsernennung wurden zunächst die Reisemittel der „britischen Besatzer“ in Anspruch genommen. Die Reise ab Münster dauerte neun Tage und führte mit Pannen und Problemen über Karlsruhe, Paris und Mailand. Am 18. Februar 1946 wurde er von Papst Pius XII. als Kardinalpriester mit der Titelkirche San Bernardo alle Terme in das Kardinalskollegium aufgenommen. Die überraschende Ernennung dreier deutscher Bischöfe zu Kardinälen (neben ihm auch Joseph Frings und Konrad Graf von Preysing) kommentierte von Galen so:

„Der Heilige Vater hat damit anerkannt, daß nicht alle Deutschen vollzählig der Verdammung unterliegen, die die Welt gegen sie aussprechen wollte. Vor aller Welt hat er als übernationaler und unparteiischer Beobachter das deutsche Volk als gleichberechtigt in der Gemeinschaft der Nationen anerkannt, …“

Bei Besuchen von Kriegsgefangenenlagern im Raum Tarent und Bari vom 26. Februar bis 2. März 1946 erwähnte von Galen in Ansprachen seine Todesahnungen. Der ihn begleitende Domkapitular berichtet den Satz: „Meine Zeit ist bald vorbei, und wenn ich dort oben bin, wendet euch nur an mich.“ Bei seiner Rückkehr nach Münster am 16. März 1946, seinem 68. Geburtstag, wurde ihm ein großer Empfang bereitet. Prälat Joseph Leufkens gab dazu ein 32-seitiges Gedenkblatt heraus, dessen Druck in sehr hoher Auflage trotz der damaligen Papierknappheit die britische Militärregierung ermöglichte. Die Stadt Münster ernannte ihn zum Ehrenbürger. In einer Dankansprache auf dem Domplatz vertrat er die Ansicht, Zustimmung und Haltung der Gläubigen hätten ihm erst seinen Kampf ermöglicht, ihm aber auch – wie er mit großer Bewegung und versagender Stimme ausführte – die Krone des Martyriums versagt.

### Tod

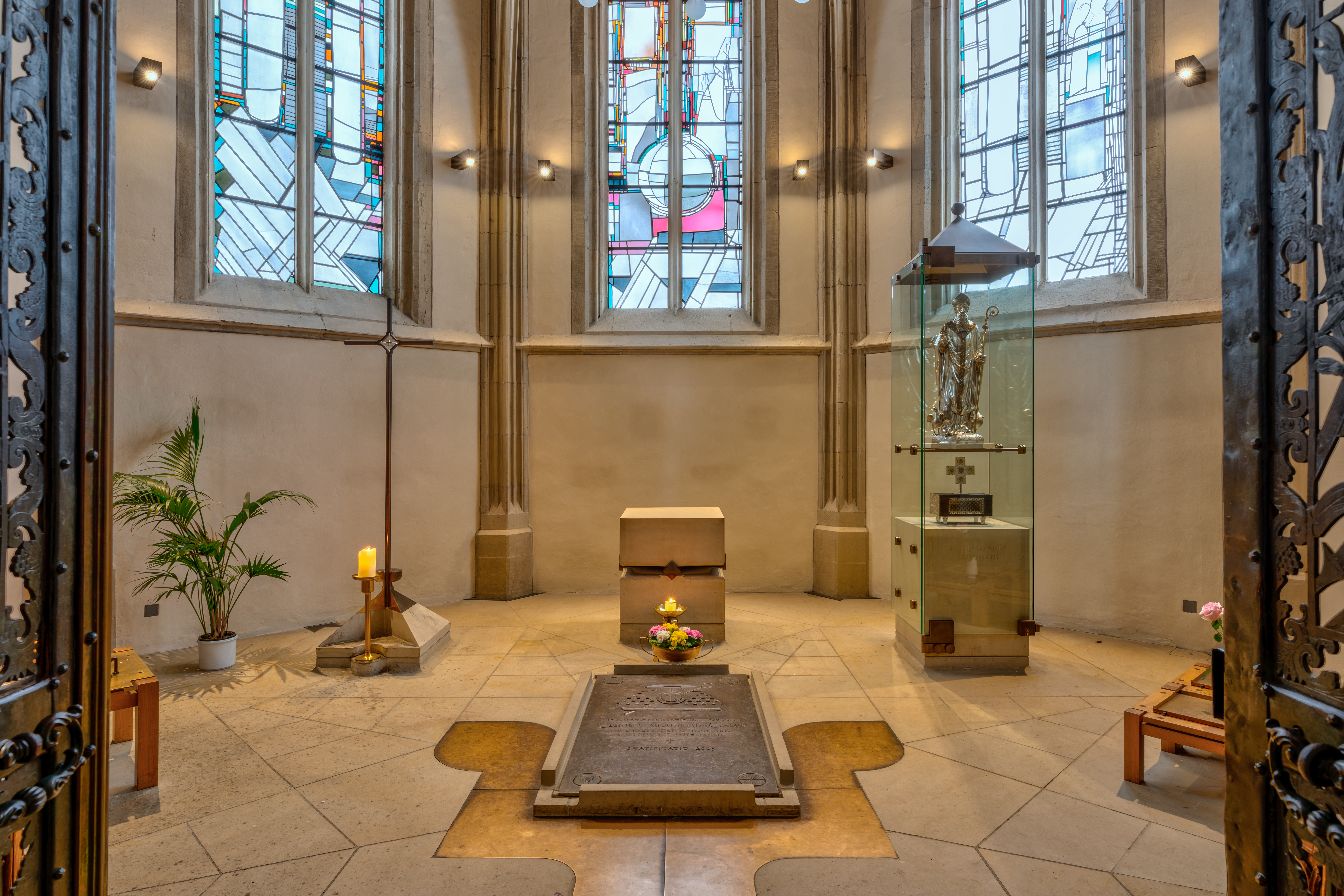
Grab in der Ludgeruskapelle des Doms zu Münster

Von Galen wurde am 19. März 1946 mit starken Bauchschmerzen in das St.-Franziskus-Hospital in Münster eingeliefert und starb dort am 22. März 1946, also nur wenige Tage nach seiner Rückkehr aus Rom, an den Folgen eines Blinddarmdurchbruchs. Seine letzten verständlichen Worte waren etwa eine Stunde und 20 Minuten vor seinem Tod: „Ja, ja, wie Gott es will. Gott lohne es Euch. Gott schütze das liebe Vaterland. Für ihn weiterarbeiten … oh, Du lieber Heiland!“
Da der Dom in Trümmern lag, fanden die Exequien in Heilig Kreuz statt, wo von Galen nur fünf Tage zuvor das erste Pontifikalamt nach seiner Rückkehr als Kardinal gefeiert hatte.
Er wurde am 28. März 1946 in einer der unter Christoph Bernhard von Galen erbauten Galenschen Kapellen, der Ludgerus-Kapelle des Doms, beigesetzt. Die vom Südtiroler Bildhauer Siegfried Moroder geschaffene Grabplatte trägt die Aufschrift 

“Hic exspectat resurrectionem mortuorum Clemens Augustinus de Galen S.(anctae) R.(omanae) E.(cclesiae) presbyter cardinalis episcopus Monasteriensis”

„Hier erwartet die Auferstehung der Toten Clemens August von Galen, der heiligen römischen Kirche Kardinalpriester, Bischof von Münster.“

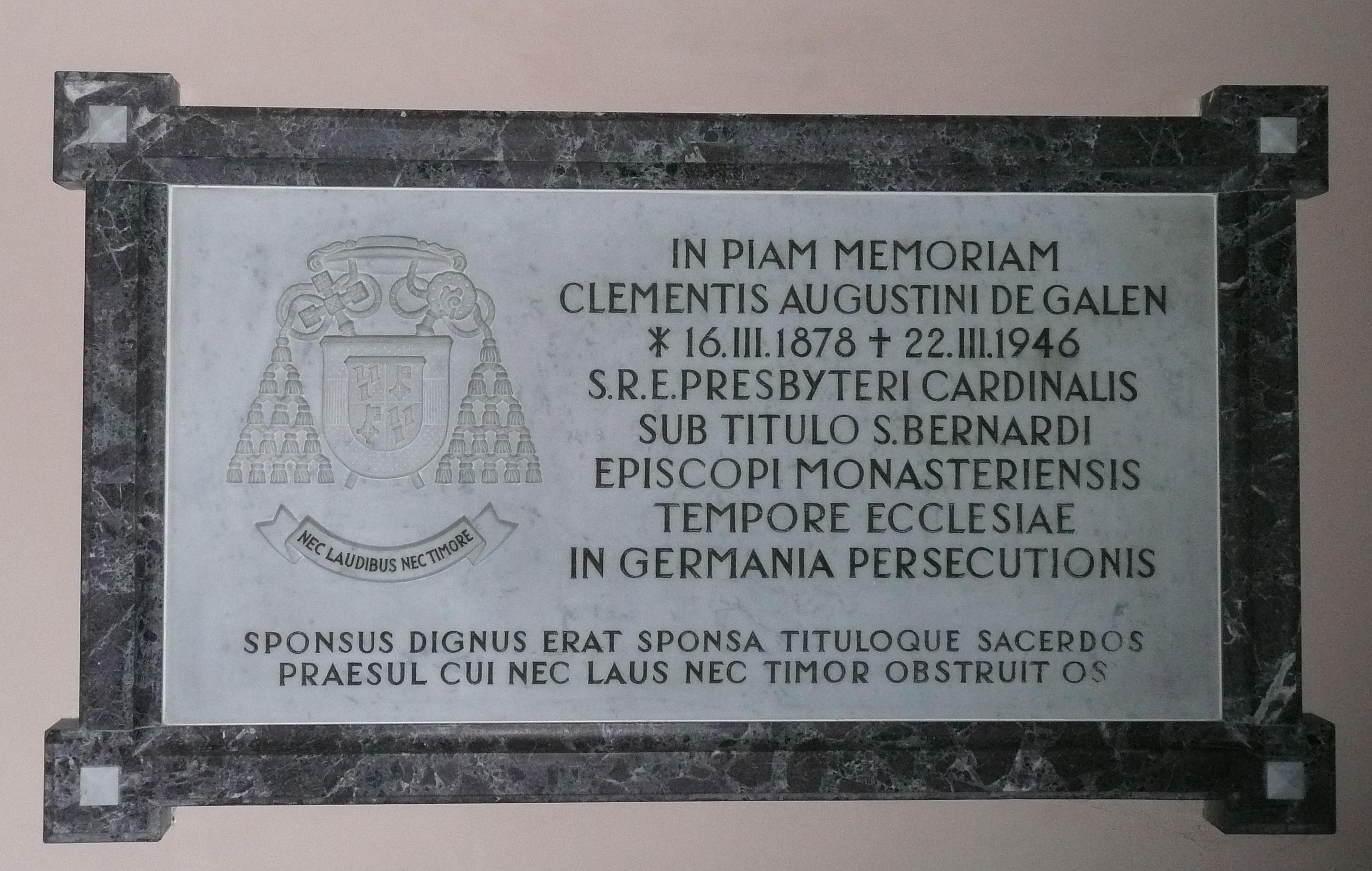
Erinnerungstafel in San Bernardo alle Terme in Rom

In der Kirche San Bernardo alle Terme in Rom erinnert eine mit einem Distichon endende Tafel an von Galen:

“In piam memoriam / Clementis Augustini de Galen / * 16.III.1878 † 22.III.1946 / S.R.E. presbyteri cardinalis / sub titulo S. Bernardi / episcopi Monasteriensis / tempore ecclesiae in Germania persecutionis
Sponsus dignus erat sponsa tituloque sacerdos / praesul cui nec laus nec timor obstruit os.”

„Zum frommen Gedenken an Clemens Augustin von Galen, * 16.3.1878, † 22.3.1946, der heiligen römischen Kirche Kardinalpriester unter dem Titel von St. Bernardus, Bischof von Münster in der Zeit der Verfolgung der Kirche in Deutschland. Der Bräutigam war würdig der Braut und des Titels der Priester, der Vorsteher, dem weder Lob noch Furcht den Mund verschlossen.“

## Rezeption

### Zeitgenossen
Der Berliner Bischof Konrad Graf von Preysing sagte im Sommer 1941 (nach Galens drei berühmten Predigten) über ihn, er sei ein „ganz durchschnittlicher Zeitgenosse von durchaus beschränkten Geistesgaben, der daher bis in die jüngste Zeit hinein nicht gesehen hat, wohin die Reise geht, und daher immer zum Paktieren geneigt hat.“ Helmuth James von Moltke äußerte sich über von Galen so: „Umso eindrucksvoller ist es, daß ihn jetzt der Heilige Geist erleuchtet hat und erfüllt. Wieviel bedeutsamer ist dieses Zeichen, als wenn es sich um einen überragend klugen Mann gehandelt hätte.“

### Seligsprechung
Am 10. Juli 1956 bat die Priesterbruderschaft Confraternitas Sacerdotum Bonae Voluntatis den Nachfolger von Galens, Bischof Michael Keller, um Einleitung des Seligsprechungsprozesses. Der Prozess wurde daraufhin am 22. Oktober 1956 in Münster und im November 1959 bei der Kongregation für die Selig- und Heiligsprechungsprozesse eingeleitet und im November 2004 positiv abgeschlossen. Als das erforderliche Wunder wurde die Spontanheilung des im Sterben liegenden indonesischen Jungen Hendrikus Nahak von einem Blinddarmdurchbruch auf Fürbitte der Steyler Missionsschwester Vianelde Keuß an Galen anerkannt. Am 9. Oktober 2005 wurde Clemens August Graf von Galen von Papst Benedikt XVI. mit dem Apostolischen Schreiben Veritatis splendor seliggesprochen. Kardinal José Saraiva Martins (Portugal), der Kardinalpräfekt der Kongregation für die Selig- und Heiligsprechungsprozesse, zelebrierte die Seligsprechungsfeier im Petersdom in Rom, an der auch Papst Benedikt XVI. teilnahm.
Der Gedenktag Clemens August Graf von Galens ist der 22. März.

### Stätten der Galenverehrung
Nach dem Zweiten Weltkrieg gründete das Kardinal-Graf-von-Galen-Siedlungswerk den Ortsteil Clemens-August-Dorf in der niedersächsischen Gemeinde Damme für Vertriebene und Flüchtlinge. Zahlreiche weitere Institutionen und Schulen, aber auch Straßen, tragen seinen Namen. Die am 21. September 1956 gegossene größte Glocke des Domes zu Münster wurde ihm zu Ehren „Kardinal“ genannt.
Im Zuge des Seligsprechungsverfahrens wurde das Grab Galens im Sommer 2005 geöffnet und Reliquien entnommen, die nach der Seligsprechung in einer Reihe von Kirchen zur Verehrung niedergelegt wurden. Am 12. Dezember 2005 erhielt der Ludgerus-Dom in Billerbeck eine Reliquie, damit sie gemeinsam mit der des Bistumsgründers Liudger in einem Schrein aufbewahrt werde.
In Haltern am See steht im Stadtpark das steinerne Denkmal des Bischofs Graf von Galen des Kölner Bildhauers Elmar Hillebrand.
Am 28. Januar 2006 wurde eine Reliquie Galens von Bischof Reinhard Lettmann in die Xantener Stiftskirche St. Viktor überführt und in einer Wand der Krypta eingesetzt, die von Galen genau 70 Jahre zuvor eingeweiht hatte. Am 10. Februar desselben Jahres übergaben Weihbischof Heinrich Janssen aus Münster und Bischof Heinrich Mussinghoff von Aachen eine Reliquie an die Kirche San Bartolomeo all’Isola in Rom, die dem Andenken der Märtyrer des 20. Jahrhunderts geweiht ist.
Am ersten Gedenktag, dem 22. März 2006, schenkte Bischof Lettmann der Wallfahrtskirche in Rieste-Lage eine Reliquie. Vier Tage später, am 26. März, wurde ein vom Ahlener Goldschmied Werner Fischer entworfenes und von seinem Sohn Raphael Fischer gefertigtes Reliquiar in Form einer stilisierten Hand mit einer Fingerreliquie durch Bischof Lettmann und Propst Erdbürger in die Stele des Gnadenbildes der Telgter Wallfahrtskapelle feierlich eingesetzt. Von Galen war häufig nach Telgte gepilgert und hatte vor dem Gnadenbild gebetet.

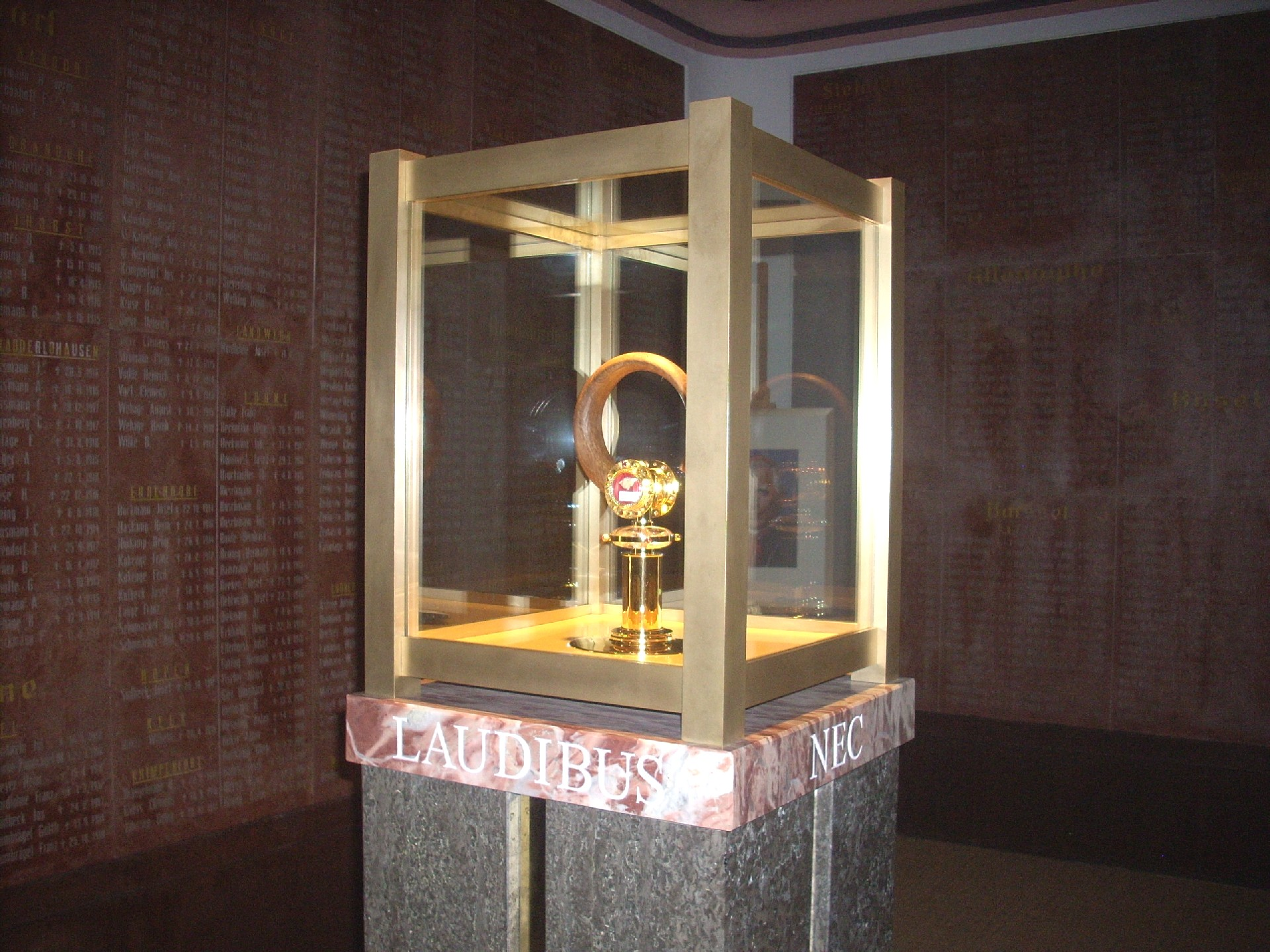
Reliquiar in der Krypta der Bethener Wallfahrtsbasilika
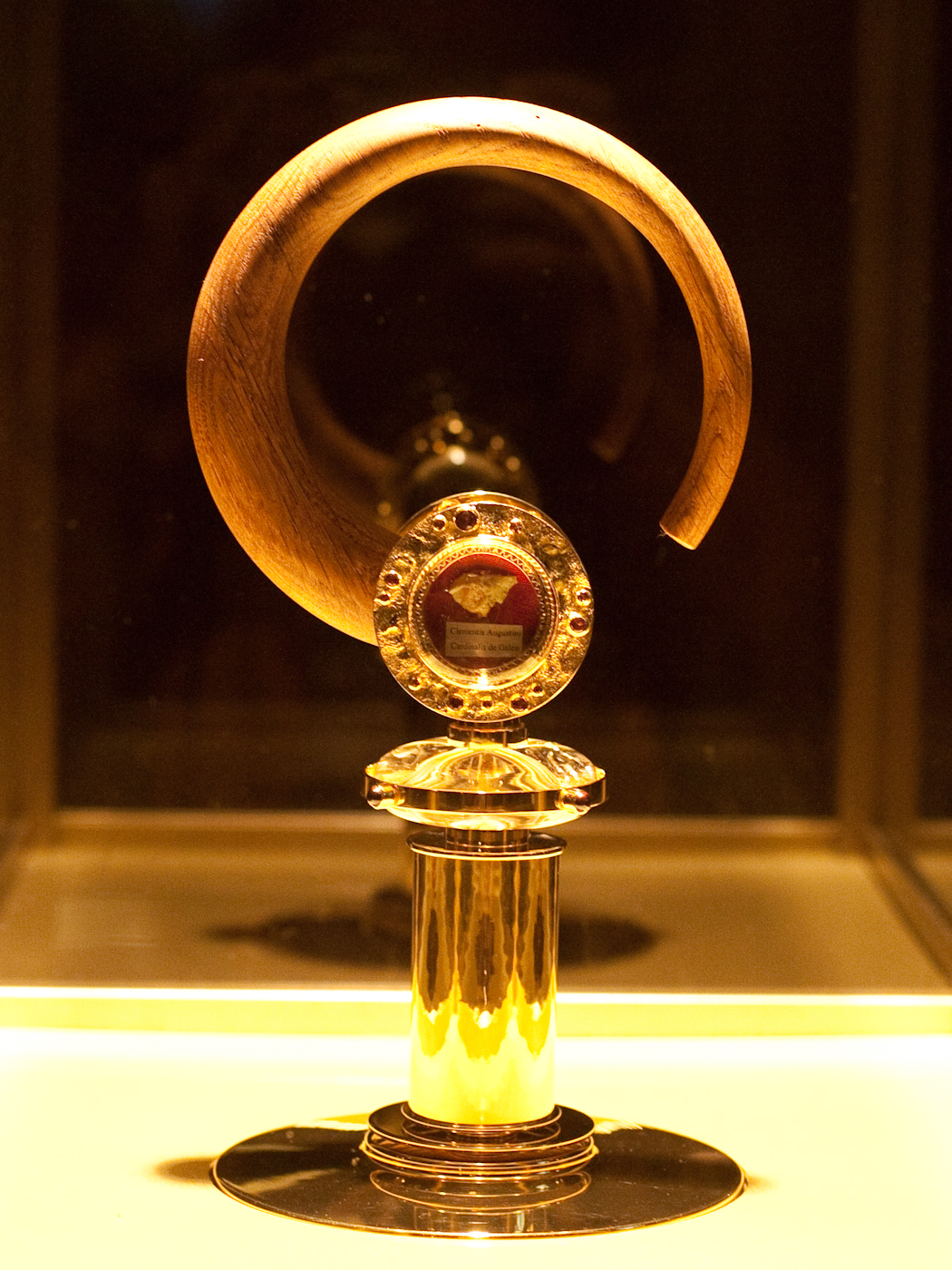
Detail
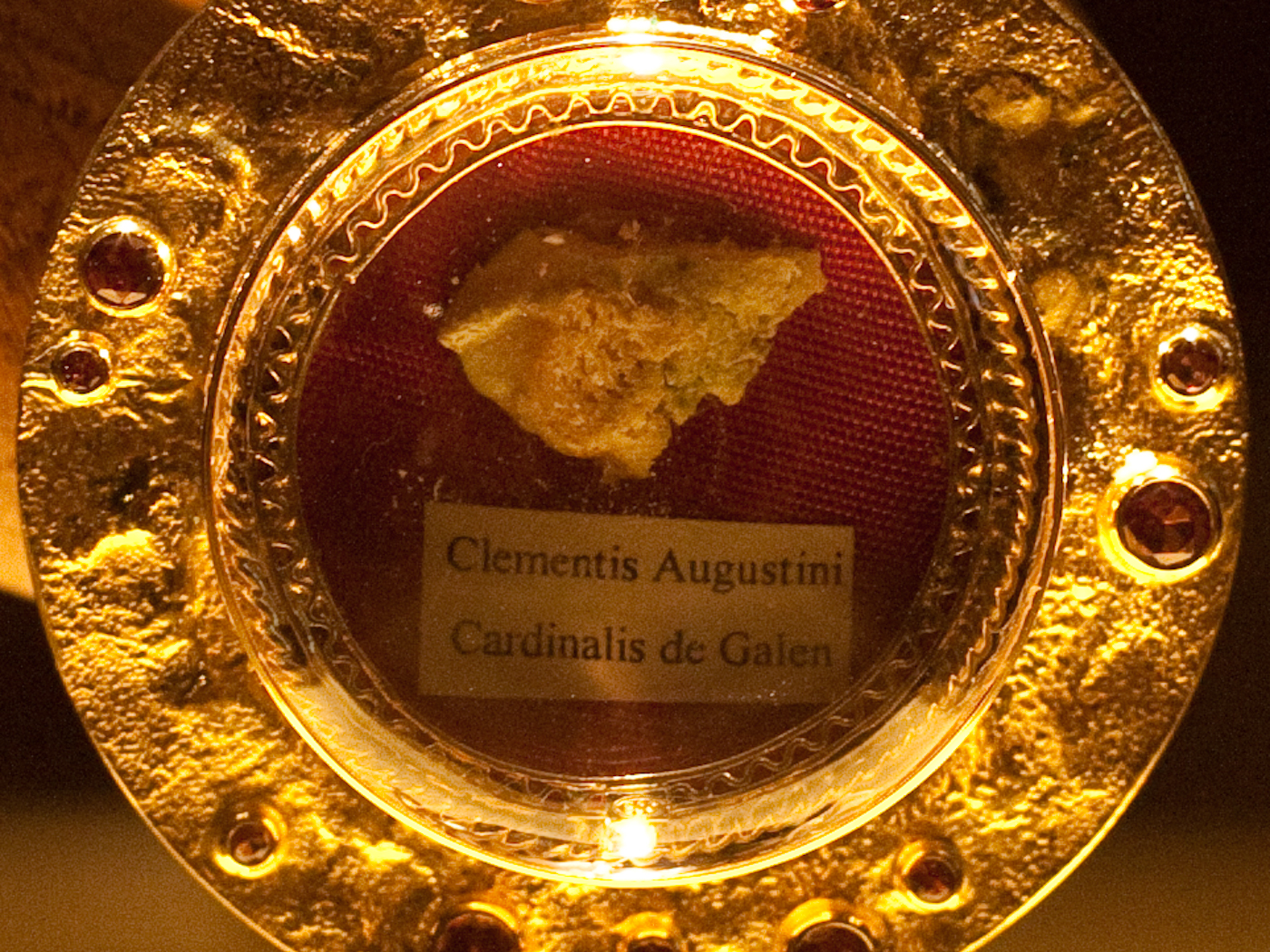
Detail
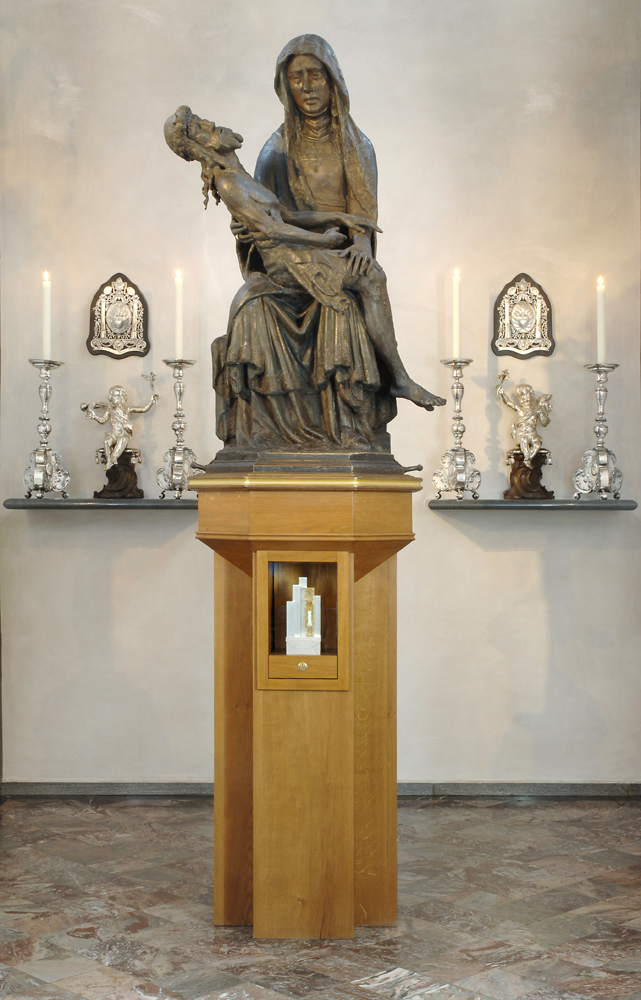
Reliquiar im Sockel des Telgter Gnadenbildes
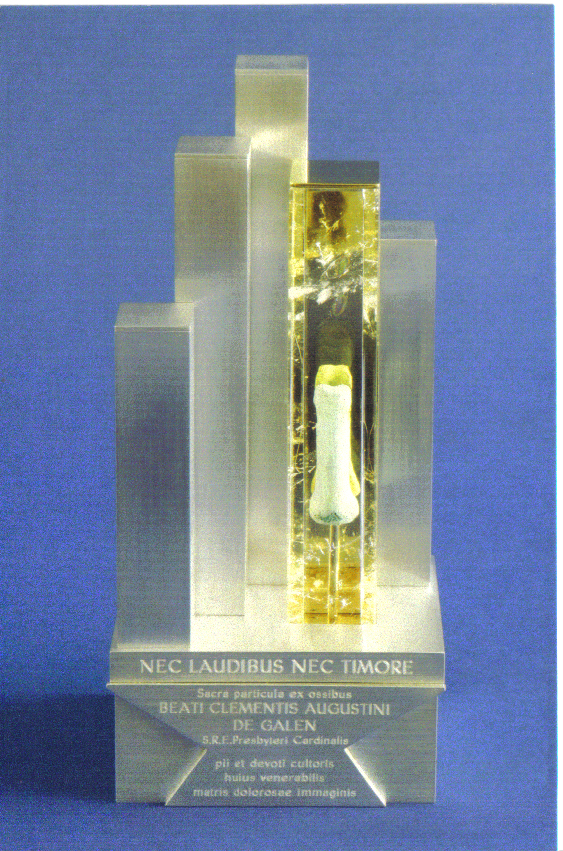
Reliquiar in der Telgter Wallfahrtskapelle

Eine weitere Reliquie von Galens wurde am 11. Februar 2007 in seiner früheren Wirkungsstätte St. Matthias in Berlin-Schöneberg in ein stelenförmiges Reliquiar des Bildhauers Karl Biedermann eingesetzt und vom Vize-Postulator des Seligsprechungsverfahrens, dem Münsteraner Domkapitular Martin Hülskamp, geweiht. Weihbischof Franz-Peter Tebartz-van Elst setzte am 5. August 2007 eine Galenreliquie in der Surendorfer Kapelle in Reken-Hülsten ein. Am 21. August 2007 legte Bischof Reinhard Lettmann eine Fingerreliquie Galens in der Krypta der St. Maria, Mutter der Sieben Schmerzen (Bethen) in Cloppenburg-Bethen nieder, dem Wallfahrtsort des Oldenburger Münsterlandes. Zuletzt setzte Bischof Lettmann eine Reliquie in der Beichtkapelle des Wallfahrtsortes Kevelaer ein.
Ein Finger Galens befindet sich auch im Altar in der Michaelskapelle der Jugendburg Gemen bei Borken. Die Jugendburg hatte von Galen in Erinnerung an die Jugenderziehung im Nationalsozialismus eingerichtet, um einer nochmaligen Entwicklung zu einer so einseitigen Erziehung entgegenzuwirken.

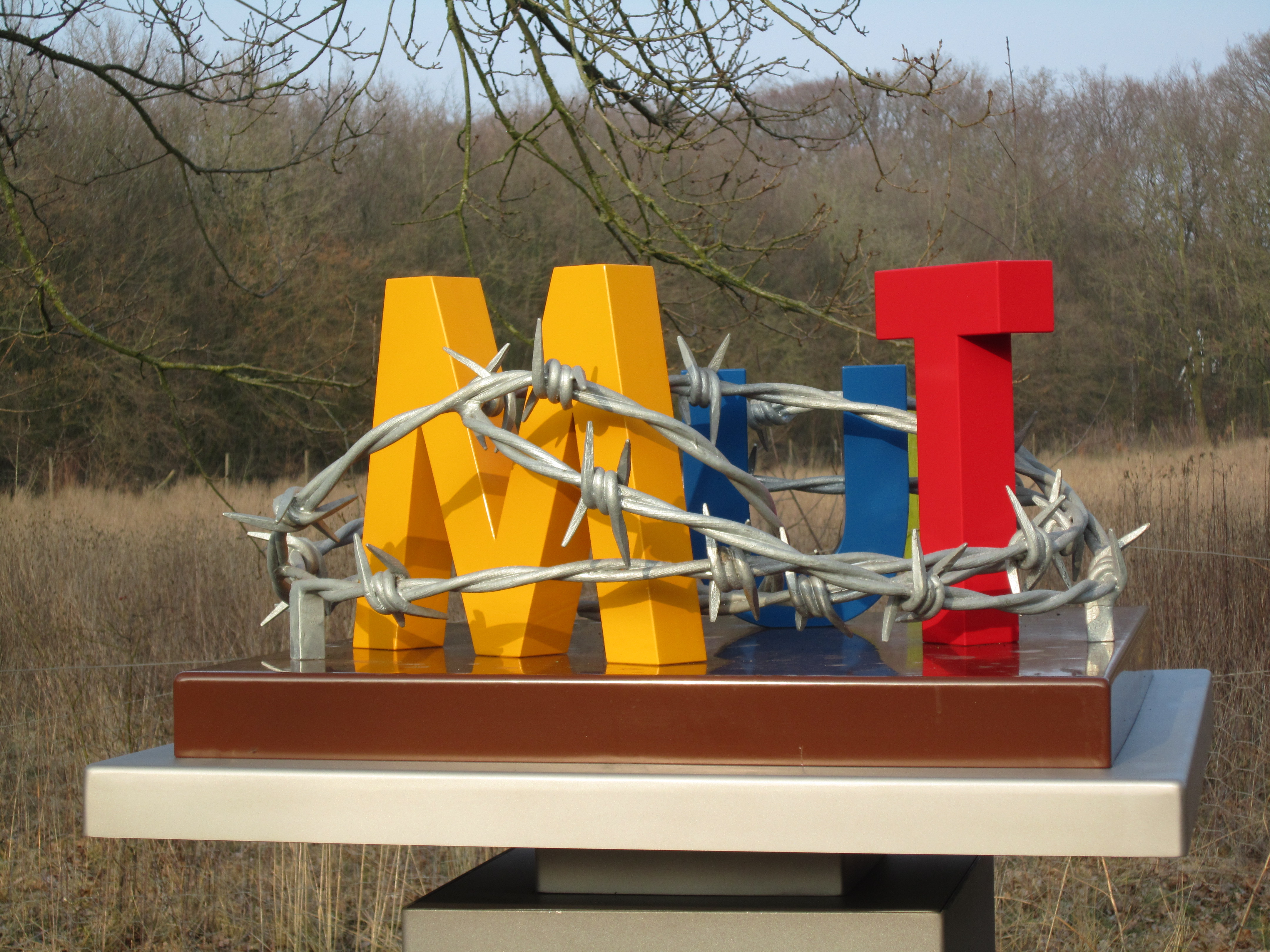
Stele „Mut im Stacheldraht“ am Prozessionsweg „Mut-Weg“ in Dinklage

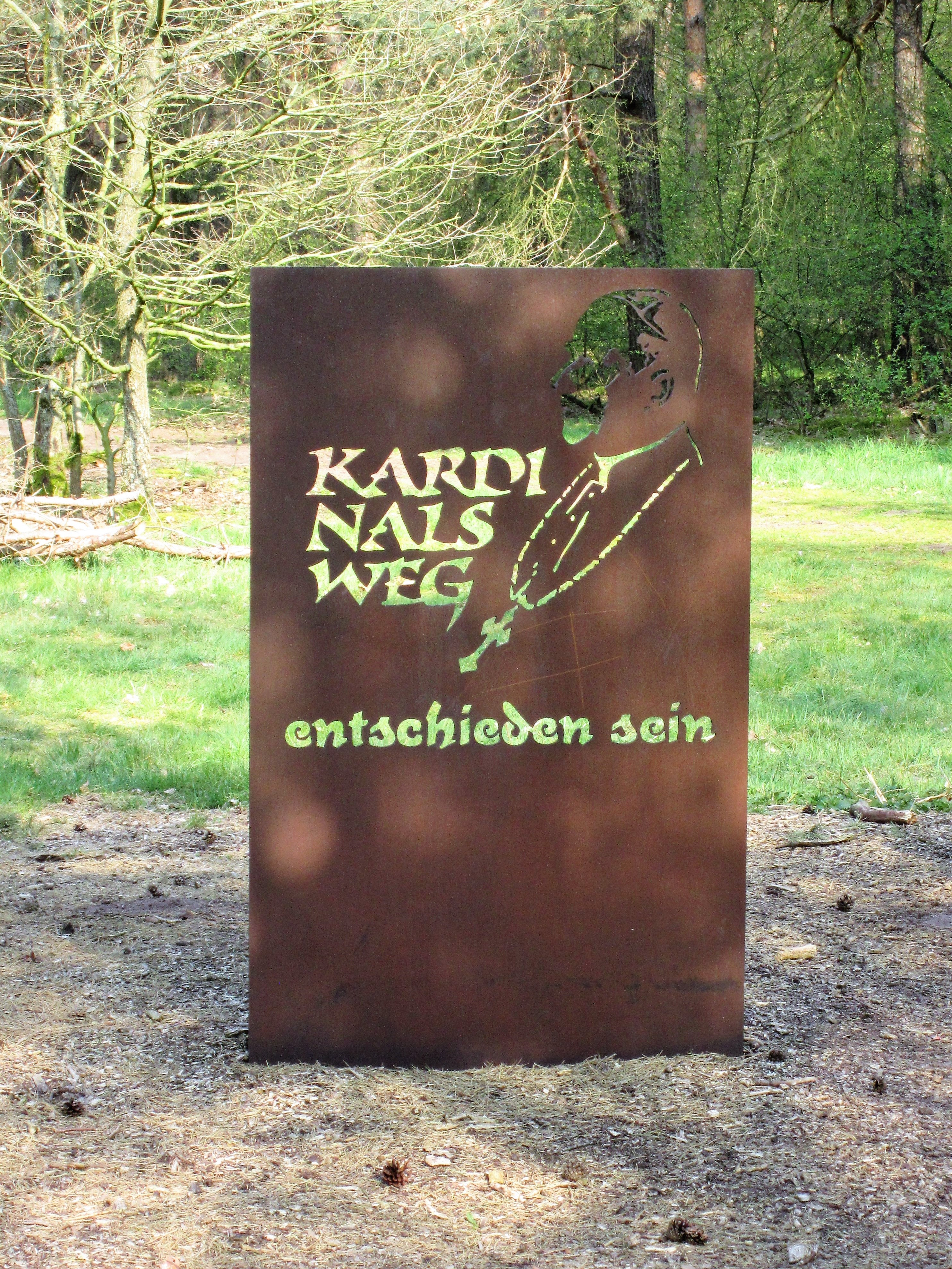
Stele mit der Inschrift „entschieden sein“ am Kardinalsweg bei Middendorfs Kreuz südlich des Heidesees Holdorf

In der Clemens-August-Klinik in Neuenkirchen brachte Pfarrer Middendorf am 22. März 2008 ein Bronzerelief mit einer Fingerknochenreliquie an.
Am 28. Oktober 2018 wurde der Kardinalsweg, ein 24,1 km langer Pilgerweg zum Gedenken an Kardinal von Galen, eingeweiht. Der Weg beginnt beim ehemaligen Benediktinerkloster, dem Priorat St. Benedikt, in Damme (Dümmer) und endet bei der Burg Dinklage.
Aus Anlass des 75. Todestags Kardinal von Galens (22. März 2021) wurden an dem Prozessionsweg zwischen der Burg Dinklage und der Pfarrkirche St. Catharina acht Stelen aufgestellt, die zusammen den „Mut-Weg“ bilden. Die Stelen wurden von dem Friesoyther Künstler Alfred Bullermann nach Vorlagen von Dinklager Schülern hergestellt.

### Rezeption in Literatur und Musik
2011 erschien der Roman Dinge, die ich von ihm weiß von Roland E. Koch. Der Autor stellt Clemens August von Galen eine fiktive Haushälterin namens Maria zur Seite, mit der er eine ebenfalls fiktive Liebesbeziehung führt. Aus Sicht dieser Maria wird das Leben und Wirken des Bischofs von Münster geschildert. Auch wenn das Buch keinen Anspruch auf historische Wahrheit erhebt, wird es von Galen-Kennern kritisch beurteilt, da Fiktion und Fakten miteinander verschmelzen. Daher kann dieses Werk nicht zum tieferen Verständnis der historischen Gestalt Galens beitragen. Auch weitere scheinbar geschichtliche Fakten des Romans sind frei erfunden; beispielsweise wird im Roman die Familie des Rabbiners Fritz Leopold Steinthal ermordet, obwohl diese zu den wenigen Juden gehörte, denen es gelang, rechtzeitig auszureisen. Felix Genn, Bischof von Münster, forderte im Rahmen einer Predigt im August 2011 in Telgte dazu auf, das Buch nicht zu kaufen: „Sagen Sie denen, die es lesen und meinen, das sei wahr, dass das Schundliteratur ist.“
Am 14. Mai 2022 wurde im Großen Haus des Theaters Münster die Oper Galen von Thorsten Schmid-Kapfenburg als Auftragsarbeit des Theaters Münster uraufgeführt. Die Oper behandelt die Zeit Clemens August von Galens als Bischof von Münster in zwanzig Szenen für ein großes Ensemble und Chor. Die historische Figur muss sich in fiktiven Szenen den kritischen Fragen von Jasmin, einer jungen Frau von heute, stellen und schlägt damit den Bogen von der Vergangenheit in die Gegenwart. Eine Gruppe von Benediktinerinnen aus dem Kloster Dinklage besuchte gemeinsamen eine Aufführung der Oper. Sie seien begeistert aus Münster nach Dinklage zurückgekommen. „Das Libretto von Stefan Moster bringt durch gute Recherche die Fakten in einen lebendigen Spannungsbogen, die gebotene Inszenierung und Ausführung überzeugt musikalisch und atmosphärisch. Jasmin, die ‚Junge‘ aus Münster im Jahr 2022, begibt sich in einen überhistorischen Dialog mit Clemens August Kardinal von Galen über die Themen seiner und unserer Zeit: Euthanasie, Würde des Menschen, Gerechtigkeit, Fremdenhass… Wir finden: Genial gemacht!“ Die Ordensfrauen bewerten sich selbst als „kritische Galen-Kennerinnen“ und kritisieren nicht die Aussage Schmidt-Kapfenburgs, er wolle den Kardinal von Galen „nicht heilig sprechen“.

## Historische Bewertung durch Kleriker und Wissenschaftler

Denkmal für Clemens August Graf von Galen bei Lippborg

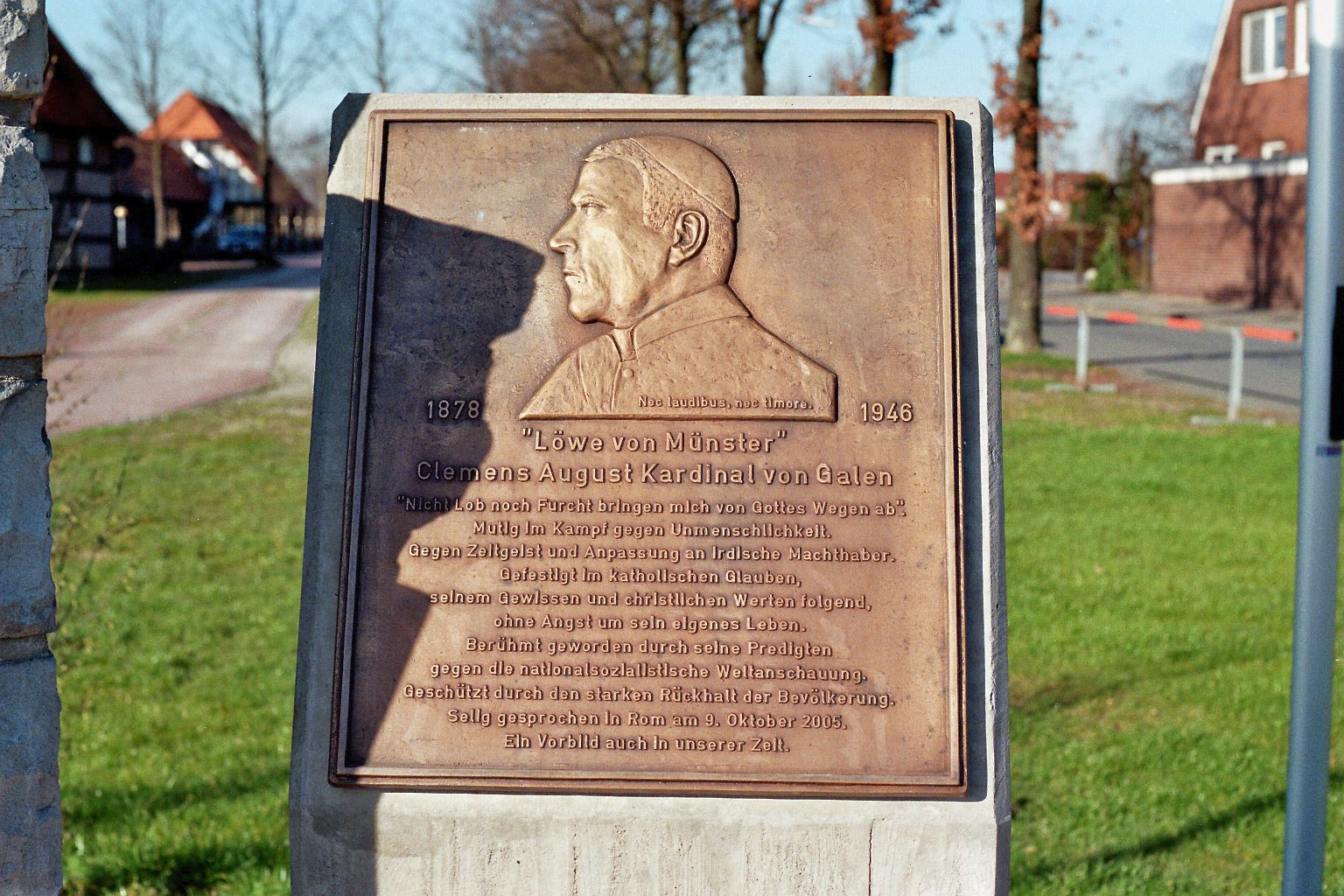
Detail des Denkmals

Im April 2022 hat sich die Deutsche Bischofskonferenz zu einer bischöflichen Mitschuld am Zweiten Weltkrieg bekannt. Ein offener Protest gegen den nationalsozialistischen Vernichtungskrieg sei ausgeblieben. Auch gegen die ungeheuerlichen Verbrechen an den als „rassenfremd“ diskriminierten und verfolgten Anderen, insbesondere den Juden, habe sich in der Kirche in Deutschland kaum eine Stimme erhoben. Es habe erst des Anstoßes durch Patientenmorde und „Klostersturm“ bedurft, damit einzelne Bischöfe die allzu lange geübte Praxis schriftlicher Eingaben verlassen und offenen Widerspruch gewagt hätten. In diesem Zusammenhang wird von Galen ausdrücklich genannt. Auch diejenigen, die gezweifelt hätten, sich mit dem Gedanken der Desertion getragen oder tatsächlich desertiert seien, hätten keine Stütze in den Äußerungen der Bischöfe gefunden, sondern seien mit ihren Gewissensnöten allein geblieben.
Person und Werk werden unterschiedlich bewertet. Von Galen wird – abgesehen von vereinzelten Stimmen, die ihn als Wegbereiter und Anhänger des Regimes darstellen – von einer breiten Öffentlichkeit als Gegner des NS-Regimes angesehen. Unterschiedlich bewertet werden Beginn der Gegnerschaft, Umfang der Auseinandersetzung und Beweggrund von Galens. Dabei stehen sich im Wesentlichen drei Hauptströmungen gegenüber.
Eine erste Gruppe von Autoren sieht von Galen als Widerstandskämpfer an. Vor allem in der durch die persönliche Beziehung zu ihm geprägten Literatur der ersten Nachkriegszeit, rein hagiographischen Darstellungen, aber auch in neueren Stellungnahmen wird die Auffassung vertreten, von Galen sei bereits als Pfarrer und später als Bischof gegen den Nationalsozialismus eingestellt gewesen. Diese Auffassung sieht den Grund für seine Ablehnung der Republik als Staatsform nicht in einer Sympathie für die Monarchie, sondern in der Ablehnung jeder Rechtssetzung, die sich allein auf die Macht gründet (hier: der Mehrheit) und jeder Regierung, die sich nicht am von Gott gesetzten Naturrecht orientiert. Das Motiv von Galens für sein politisches Engagement sei stets seelsorgerisch gewesen. Innerhalb dieser Auffassung bestehen über die parteipolitische Einordnung weitere Differenzen: Teilweise wird gesagt, von Galen sei aufgrund der naturrechtlichen Begründung seiner politischen Ansichten nicht in das politische Spektrum einzuordnen, teilweise wird vertreten, er habe trotz Differenzen bei einzelnen praktisch-politischen Fragen seine Bindung an die Zentrumspartei nie aufgegeben. Das Verhalten von Galens sei Widerstand gewesen, gleich welche Definition von Widerstand zugrunde gelegt wird, da seine Proteste – im Stufenkonzept der Widerstandsforschung – von den Herrschenden als systemgefährdend eingeschätzt worden seien und – wirkungsgeschichtlich betrachtet – an den Grundfesten des Regimes gerüttelt hätten. Besonders herauszustellen sei von Galens entschiedener Widerstand gegen die im Dritten Reich praktizierte Euthanasie. Der Historiker Götz Aly urteilt hierzu: „Die Motive für Galens Widerstand sind uns Heutigen fremd, und dennoch verdient Galens singulärer, mutiger Widerstand Hochachtung.“
Eine zweite Gruppe von Autoren schätzt von Galens Haltung nach dem Zusammenbruch des Kaiserreiches am Ende des Krieges 1918 als national-konservativ und rechts von der Mitte ein, wie sie die Zentrumspartei verkörperte. Sie sieht in von Galen einen typischen Vertreter seiner Zeit, der wie weite Teile der Eliten des Kaiserreichs die Weimarer Republik ablehnte. Sein politisches Denken kann insofern als „obrigkeitsstaatlich“ angesehen werden, als er sich – als zutiefst schrifttreuer Christ – die Mahnung des Apostels Paulus zu eigen machte: „Jeder leiste den Trägern der staatlichen Gewalt den schuldigen Gehorsam. Denn es gibt keine staatliche Gewalt, die nicht von Gott stammt; jede ist von Gott eingesetzt.“ (Röm 13,1 ). Gerade in der Erkenntnis, dass ein Regime, das die fundamentalen Menschenrechte verletzt, die Berechtigung seiner göttlichen Einsetzung verwirkt hat, sehen heute nicht wenige die herausragende Leistung von Galens. Dennoch wird die Bezeichnung als Widerstandskämpfer mit der Begründung abgelehnt, Widerstand leiste nicht schon, wer Kritik an Auswüchsen übe, sondern nur, wer die herrschende Macht brechen und überwinden wolle.
Der dritten Gruppe sind von Galens Kritiker zuzuordnen. Sie machen geltend, von Galen sei ein Gegner der Weimarer Verfassung gewesen und habe als streng antiliberal und antisozialistisch gegolten. Er war als Angehöriger des konservativen Flügels des Zentrums auch politisch engagiert. Besonders kritisieren sie, er habe die nationalsozialistische Regierung als rechtmäßig eingesetzte Obrigkeit bezeichnet und das deutsche Großmachtstreben unterstützt. John S. Conway (Department of History, University of British Columbia) sieht die Einschätzung des britischen Foreign Office von 1945 als zutreffendes Epitaph für von Galen: „… die bemerkenswerteste Persönlichkeit innerhalb des Klerus in der britischen Zone. […] Statuenhaft in der Erscheinung und kompromisslos in der Diskussionsführung, ist dieser unerschütterliche alte Aristokrat […] ein deutscher Nationalist durch und durch.“ Es wird insbesondere gefragt, ob die Verteidigung der kirchlichen Rechte schon als Widerstand angesehen werden könne und was von Galen bewogen habe, nicht in der gleichen Art und Weise öffentlich gegen die Verfolgung und Vernichtung der Juden, gegen den Antisemitismus und gegen die Beseitigung von Liberalen, Demokraten und Kommunisten zu protestieren. Ebenso betont diese Auffassung die Einstellung von Galens zum Zweiten Weltkrieg als Abwehrkampf gegen den Kommunismus und stellt die Frage, warum der Bischof nicht spätestens nach der dritten Predigt zum offenen Widerstand und zur Wehrdienstverweigerung aufgerufen habe. Nach Einschätzung von Heinrich August Winkler gehörten Kirchenleute zu den ersten, die den deutschen Überfall auf die Sowjetunion billigten. Das radikalste Bekenntnis zum gerechten Krieg gegen den gottlosen Bolschewismus habe Bischof von Galen abgelegt.
Vereinzelt geblieben ist die Ansicht, von Galen gebühre wie der katholischen Kirche insgesamt „in einer Skala der Verantwortungen für die faschistische Barbarei eine erstrangige Position“, seine reaktionäre Gesinnung sei der Grund für seine Ernennung zum Kardinal gewesen. Ebenso singulär blieb die Andeutung, bei dem Einsatz von Galens in der dritten Predigt für Geisteskranke und Behinderte hätten „kirchlich-ideologische wie finanzielle Überlegungen“ eine Rolle gespielt.

## Veröffentlichungen von Clemens August Graf von Galen als Autor

### Die „Pest des Laizismus“ und ihre Erscheinungsformen
1932 veröffentlichte von Galen seine Schrift Die „Pest des Laizismus“ und ihre Erscheinungsformen – Erwägungen und Besorgnisse eines Seelsorgers über die religiös-sittliche Lage der deutschen Katholiken. Die im Titel als Zitat gekennzeichnete Begriffsbildung „Pest des Laizismus“ stammt aus der Enzyklika Quas primas Papst Pius’ XI. Der Verfasser versteht darunter Bestrebungen, das ganze Leben nach rein diesseitigen Gesetzen zu regeln und die Quelle der Unvollkommenheit der Welt nicht in der Neigung zur Sünde, sondern in unzureichender Kultur zu sehen. Von Galen gibt seiner Befürchtung Ausdruck, die Vorstellung, der Mensch sei von Natur aus gut, habe bereits auf katholische Kreise übergegriffen. Indem auch katholische Stellen der Kirche den Vorwurf der Prüderie und Rückständigkeit in Fragen der Sittlichkeit und Schamhaftigkeit machten, würden sie den dahinter stehenden heidnischen Grundsätzen zum Sieg verhelfen. Den Ursprung erkennt der Verfasser im Naturalismus, der die Notwendigkeit der göttlichen Gnade zum guten Handeln leugne. Als weitere Erscheinungsform bezeichnet der Verfasser die Wirtschaftsideen des Liberalismus und des Sozialismus mit ihren Vorstellungen, alles regele sich von selbst oder sei Folge des Privateigentums. Als dritte Erscheinungsform sieht er das bis zur Vernichtung des Vaterlands gesteigerte Streben der Parteien an, über alle zu herrschen. Dabei äußert er sich kritisch über die Vorstellung, der Fürstenabsolutismus oder der Mehrheitswille und nicht der in Naturrecht und Offenbarung erkennbare Wille Gottes sei der Maßstab für alles politische Handeln. In diesem Zusammenhang wendet er sich gegen die unbeschränkte Auslieferung der Regierungsgewalt an den Volkswillen, gegen Verstöße gegen das Subsidiaritätsprinzip und gegen eine verfehlte Zentralisierung der Regierungsgewalt.

### Weitere Veröffentlichungen
- Katholische Glaubenslehre. Regensberg, Münster 1940.

### Druckwerke

#### Werke
- Bischof Clemens August Graf von Galen: Akten, Briefe und Predigten, 1933–1946. Bearbeitet von Peter Löffler, Matthias-Grünewald, Mainz 1988, ISBN 3-7867-1394-4
  - Rezension (englisch) von John S. Conway, Januar 1997, bei H-Net Reviews

#### Sachbücher
- Friedrich Wilhelm Bautz: Galen, Clemens August Graf von. In: Biographisch-Bibliographisches Kirchenlexikon (BBKL). Band 2, Bautz, Hamm 1990, ISBN 3-88309-032-8, Sp. 166–168 (Artikel/Artikelanfang im Internet-Archive).
- Max Bierbaum: 
  - Nicht Lob, nicht Furcht. Das Leben des Kardinals von Galen nach unveröffentlichten Briefen und Dokumenten. Regensberg, Münster 1955.
    - Bibliografie und Literaturverzeichnis aus Nicht Lob, nicht Furcht auf archive.org.

  - Galen, Clemens Augustinus Graf von. In: Neue Deutsche Biographie (NDB). Band 6, Duncker & Humblot, Berlin 1964, ISBN 3-428-00187-7, S. 41 f. (Digitalisat).
- Peter Bürger, Ron Hellfritzsch (Hrsg.): Das Bistum Münster und Clemens August von Galen im Ersten Weltkrieg. Forschungen – Quellen. Norderstedt 2022, ISBN 978-3-7562-2428-9.
- Stefania Falasca: The bishops and the coup. 30Days, Januarheft 2005 (Onlineausgabe).
- Beth A. Griech-Polelle: Bishop von Galen. German Catholicism and National Socialism, New Haven, CT 2002.
- Larry Eugene Jones (Hrsg.): The German Right in the Weimar Republic. Studies in the History of German Conservatism, Nationalism, and Antisemitism (Die deutsche Rechte in der Weimarer Republik. Studien zu Konservatismus, Nationalismus und Antisemitismus). Berghahn, New York 2014, ISBN 978-1-78238-352-9 (Hardback) (online).
- Irmgard Klocke: Kardinal von Galen. Der Löwe von Münster. Pattloch, München 1978, ISBN 3-557-91154-3.
- Joachim Kuropka:
  - (Hrsg.): Galen. Wege und Irrwege der Forschung. Aschendorff Verlag, Münster 2015, ISBN 978-3-402-13153-4.
  - Unabhängig von „Menschengunst und Menschenlob“. Clemens August Graf von Galen 1878–1946 – Der Bischof von Münster (1933–1946) als Seelsorger. In: Maria Anna Zumholz, Michael Hirschfeld (Hrsg.): Zwischen Seelsorge und Politik. Katholische Bischöfe in der NS-Zeit. Aschendorff, Münster 2017, ISBN 978-3-402-13228-9, S. 195–208.
- Heinrich Portmann: 
  - Der Bischof von Münster – Das Echo eines Kampfes für Gottesrecht und Menschenrecht. Behelfsausgabe. Aschendorffsche Buchdruckerei, Münster (Westf.) 1946.
  - Der Bischof von Münster – Das Echo eines Kampfes für Gottesrecht und Menschenrecht. Aschendorff, Münster 1947.
  - Kardinal von Galen. Ein Gottesmann Seiner Zeit. Aschendorff, Münster 1948.
- Marie-Corentine Sandstede-Auzelle, Gerd Sandstede: Clemens August Graf von Galen, Bischof von Münster im Dritten Reich. Aschendorff, Münster 1986, ISBN 3-402-03267-8.
- Markus Trautmann: 
  - Clemens August von Galen – Ich erhebe meine Stimme. Topos Verlag, ISBN 978-3-8367-0566-0.
  - Mit Christiane Daldrup, Verona Marliani-Eyll: Endlich hat einer den Mut zu sprechen. Dialog, Münster 2012, ISBN 978-3-941462-74-8.
- Hubert Wolf (Hrsg.): Clemens August von Galen. Ein Kirchenfürst im Nationalsozialismus. Wissenschaftliche Buchgesellschaft, Darmstadt 2007, ISBN 978-3-534-19905-1.

#### Belletristik
- Roland E. Koch: Dinge, die ich von ihm weiß. Dittrich, Berlin 2011, ISBN 978-3-937717-69-2.
- Markus Trautmann, Verona Marliani-Eyll: Weiße Rosen für den Löwen – Eine Geschichte über das Erbe der Vergangenheit und über Jugendliche von heute. 3. Auflage. dialogverlag, Münster 2020, ISBN 978-3-944974-47-7.

### Hörbuch
- Geschichtsort Villa ten Hompel, LWL-Medienzentrum für Westfalen (Hrsg.): Clemens August Graf von Galen. Tonzeugnisse des „Löwen von Münster“. Landschaftsverband Westfalen-Lippe, Münster 2007, ISBN 978-3-923432-67-7.

### Dokumentarfilm
- Nicht Lob noch Furcht – Clemens August Graf von Galen. Dokumentation des LWL-Medienzentrums für Westfalen, Deutschland 2005, ca. 35 Min.

### Biografien
- Rudolf Morsey: Clemens August von Galen. In: Internet-Portal Westfälische Geschichte, Landschaftsverband Westfalen-Lippe, 15. März 2004.
- Biografie zur Seligsprechung beim Vatikan.
- Biografie (PDF; 26 kB) bei der Gedenkstätte Yad Vashem.
- Der Selige Clemens August Kardinal von Galen (1878–1946). In: St. Clemens Berlin (Biografie auf der Seite der von ihm gestifteten St.-Clemens-Kirche Berlin).
- Manfred Wichmann: Clemens August Graf von Galen. Tabellarischer Lebenslauf im LeMO (DHM und HdG)
- Kurzbiografie der Gedenkstätte Deutscher Widerstand
- WDR (Westdeutscher Rundfunk) ZeitZeichen vom 22. März 2021: Bischof Graf von Galen (Todestag 22.03.1946), von Martina Meissner

### Einzelne Beiträge
- Klaus Kühlwein: Bischofsprotest gegen NS-Euthanasie. Brandpredigt des „Löwen von Münster“. Spiegel Online, einestages, 3. August 2016.
- Seliger Clemens August Kardinal von Galen. Kirchensite (Dossier des Bistums Münster mit biografischen Artikeln, drei berühmten Predigten als PDF und Meldungen zum Seligsprechungsprozess).
- Wolfgang Palaver: Die Stimme des Volkes und die Stimme Gottes müssen unterschieden bleiben! Clemens August von Galens Beitrag zu einer theologischen Politik der Demokratie. Innsbrucker Theologischer Leseraum, 31. Oktober 2005.
- Peter Sieve: Streitfall Galen – Anfrage, Kontroversen und Antworten. Bericht über die vom Kardinal-von-Galen-Haus Stapelfeld und der Hochschule Vechta durchgeführte Konferenz am 10. und 11. März 2006.
- Steffen Zimmermann: Ein Bischof im offenen Widerstand. katholisch.de, 22. März 2020.